# Hoang mạc

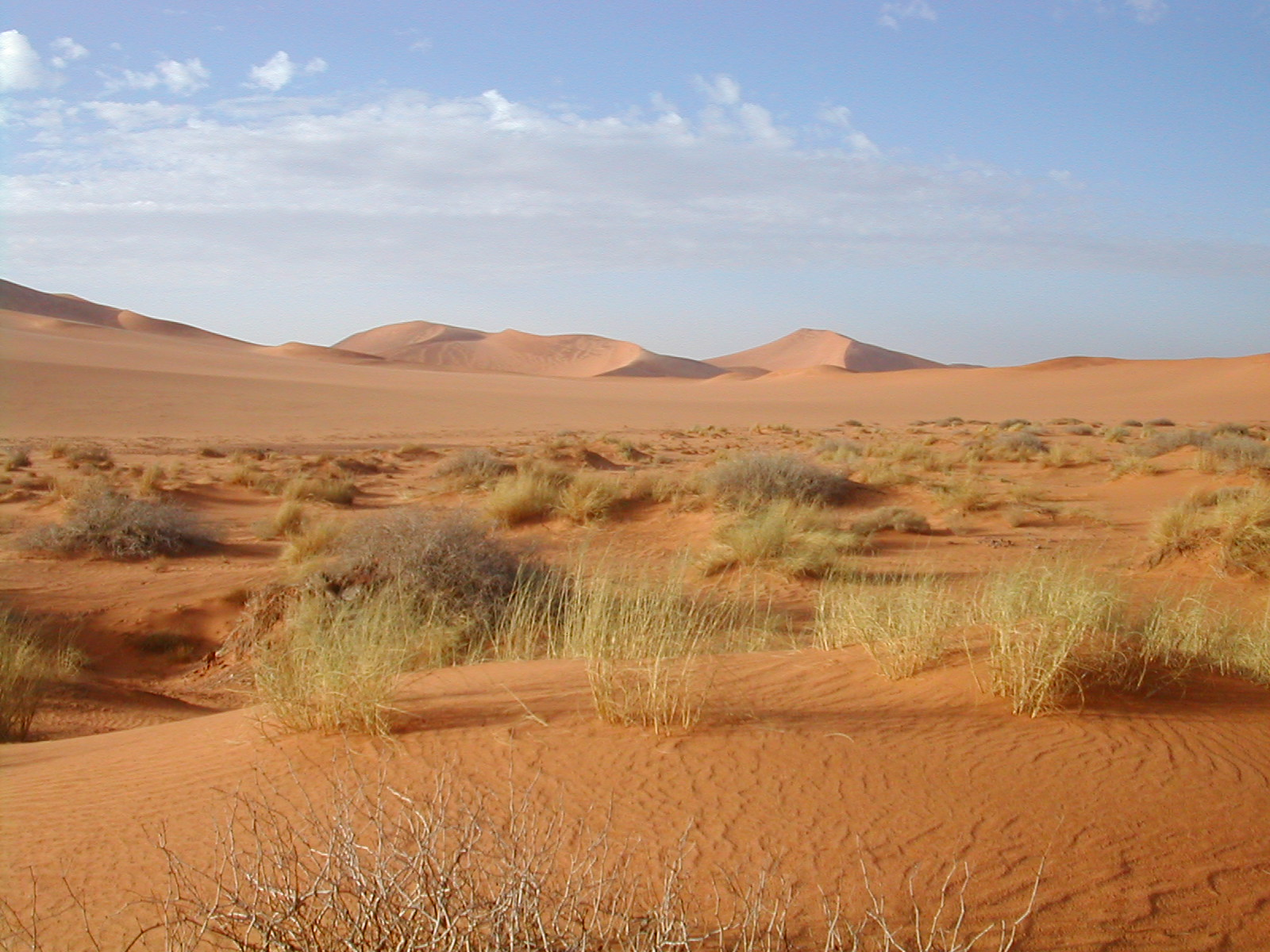
Sa mạc Sahara tại Algérie

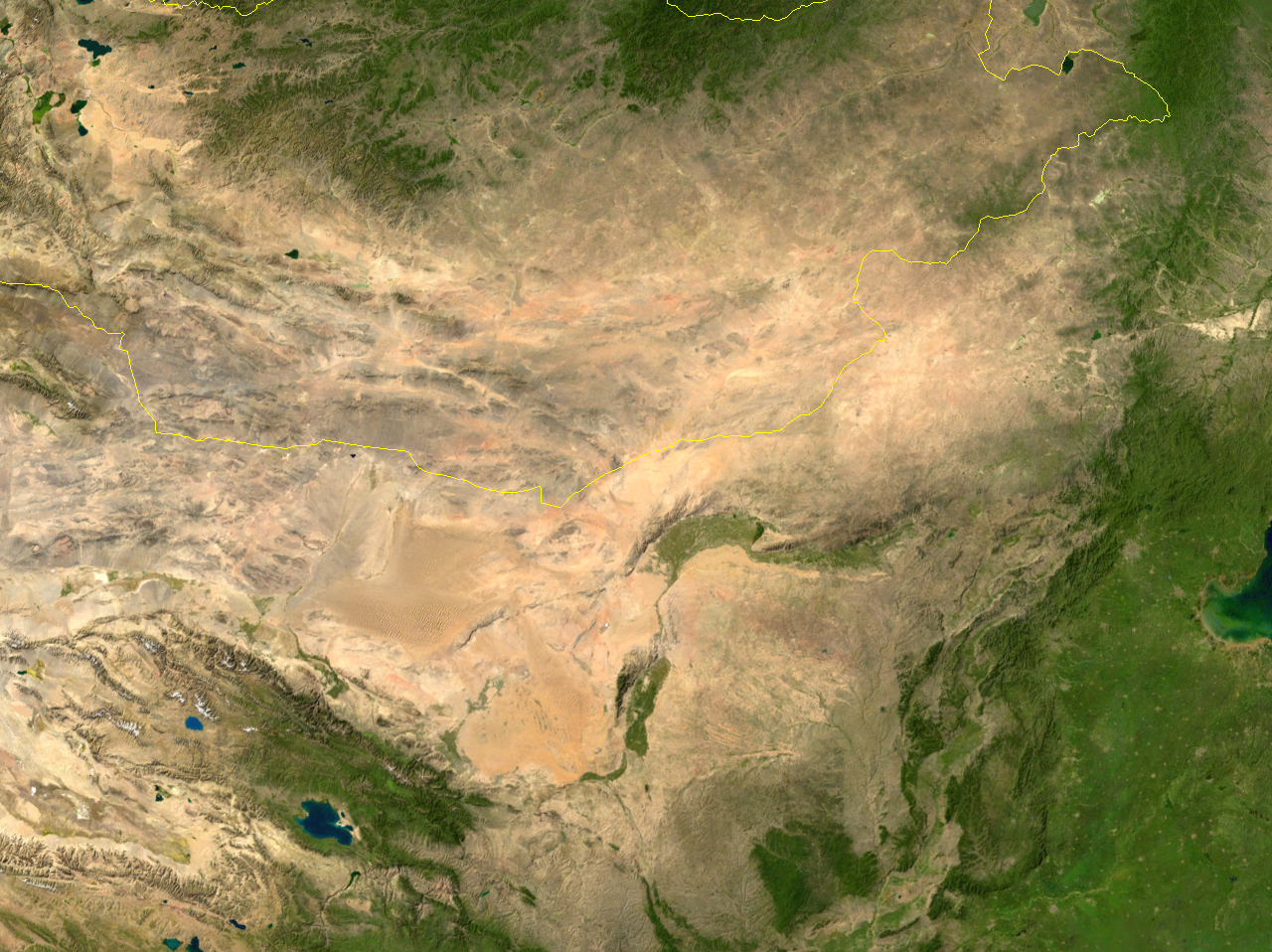
Sa mạc Gobi, chụp từ vệ tinh

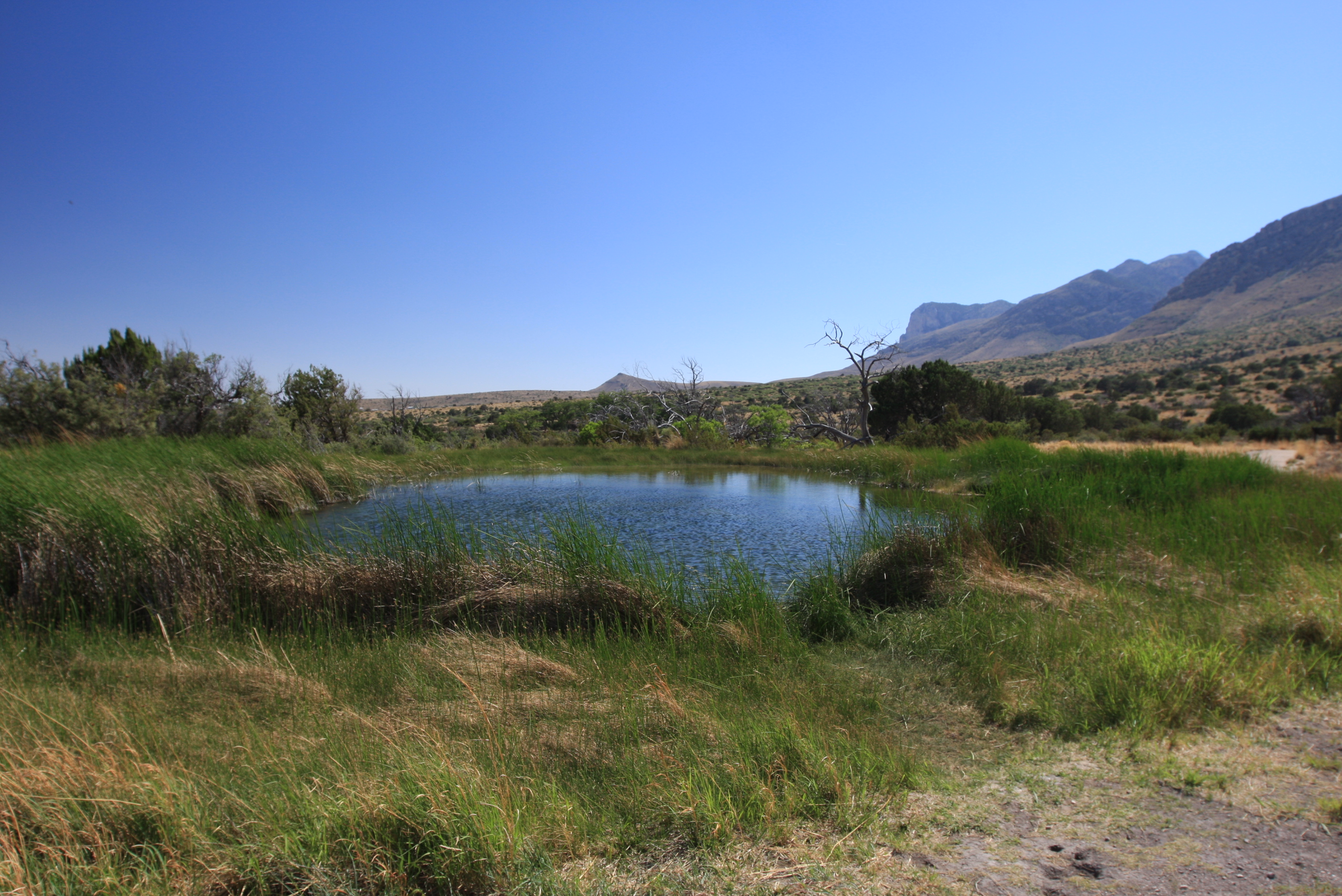
Ốc đảo tại Texas, Hoa Kỳ

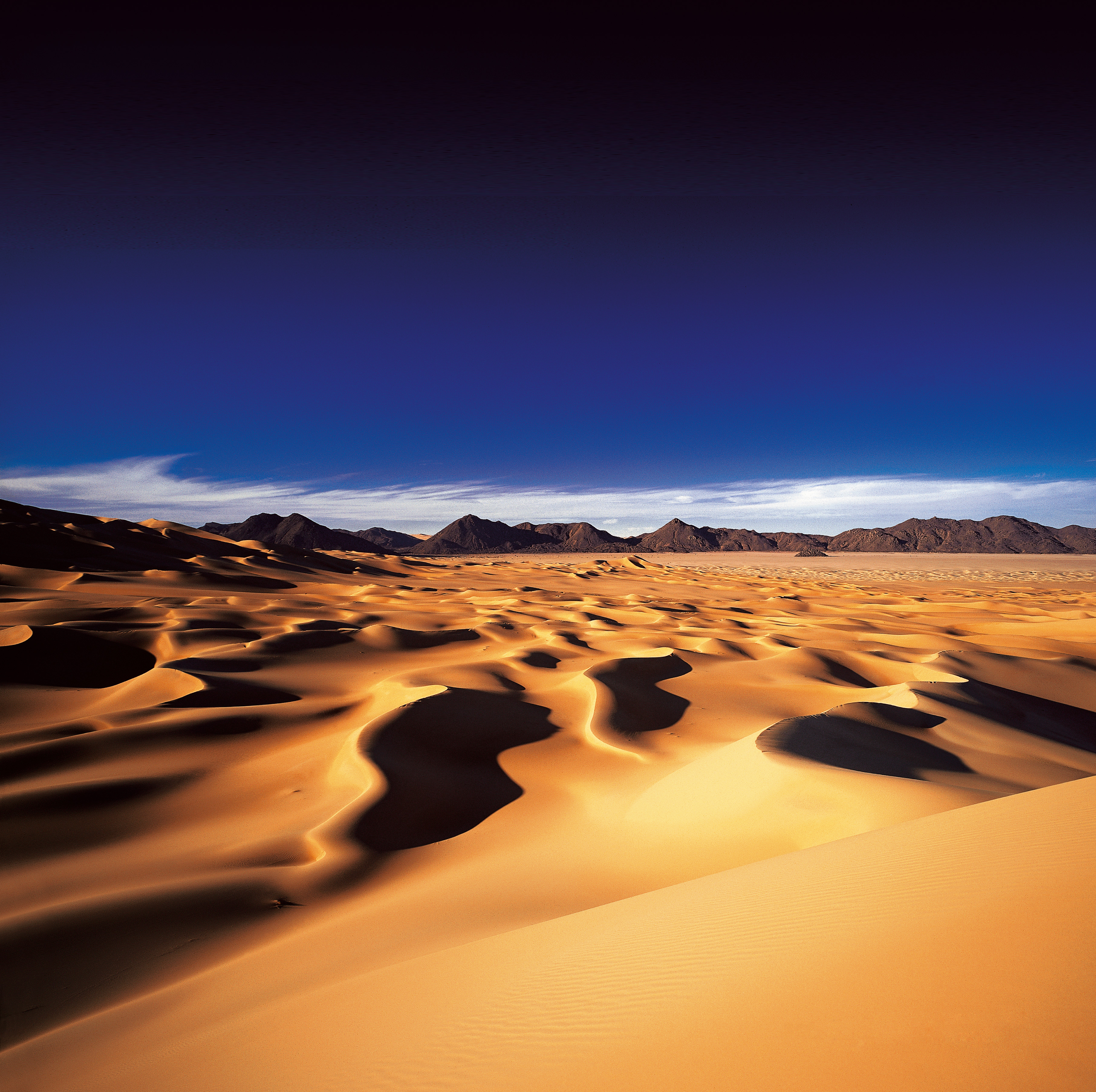
Một cảnh sa mạc Sahara

Hoang mạc là vùng có lượng mưa rất ít, ít hơn lượng cần thiết để hầu hết các loại thực vật sinh trưởng, là vùng đại diện cho những khu vực có khí hậu "nhiệt đới lục địa" khô. Hoang mạc được xác định là những khu vực có lượng mưa ít hơn 200 mm/năm (10 in/năm), do vậy nước ở hoang mạc rất hiếm, thường không có sông và suối, hiếm hoi vì có rất ít loại động vật và thực vật có thể thích nghi với môi trường khắc nghiệt này, chỉ có ít những cây bộ gai, họ xương rồng sống được điều kiện khô cằn ít nước. Hiện nay có khoảng 1/3 diện tích đất liền trên Trái Đất là các hoang mạc.
Sa mạc thường dùng để chỉ những hoang mạc cát. Trong các văn bản tiếng Việt dịch từ tiếng Anh đôi khi nhầm lẫn giữa khái niệm "hoang mạc" nói chung và "sa mạc", bởi trong tiếng Anh không tồn tại từ ngữ cụ thể chỉ "sa mạc" mà chỉ có "desert" dùng để chỉ "hoang mạc", ví dụ như Nam Cực đôi khi bị hiểu lầm là sa mạc. Ở một số sa mạc nóng, khí hậu thường nóng có thể tới 58°C như ở sa mạc México, Turfan (Tân Cương) nhiệt độ ban ngày mùa hạ lên tới 82,3 °C, có nơi lại lạnh đến -45 °C như ở sa mạc Gobi thuộc Châu Á. Ở vùng sa mạc Sinai, biên độ nhiệt độ chênh lệch giữa ngày và đêm có thể đến hơn 80 °C, đất đai cằn cỗi. Sa mạc thường có lượng bức xạ mặt trời lớn, nhiều cát và gió nóng luôn thổi mạnh tạo ra rất nhiều trận bão cát. Người ta thường dùng lạc đà làm phương tiện di chuyển trong sa mạc.
Tiếng Việt vào cuối thế kỷ 19 còn dùng danh từ đại hạn hải (大旱海) để chỉ sa mạc.

## Đặc điểm

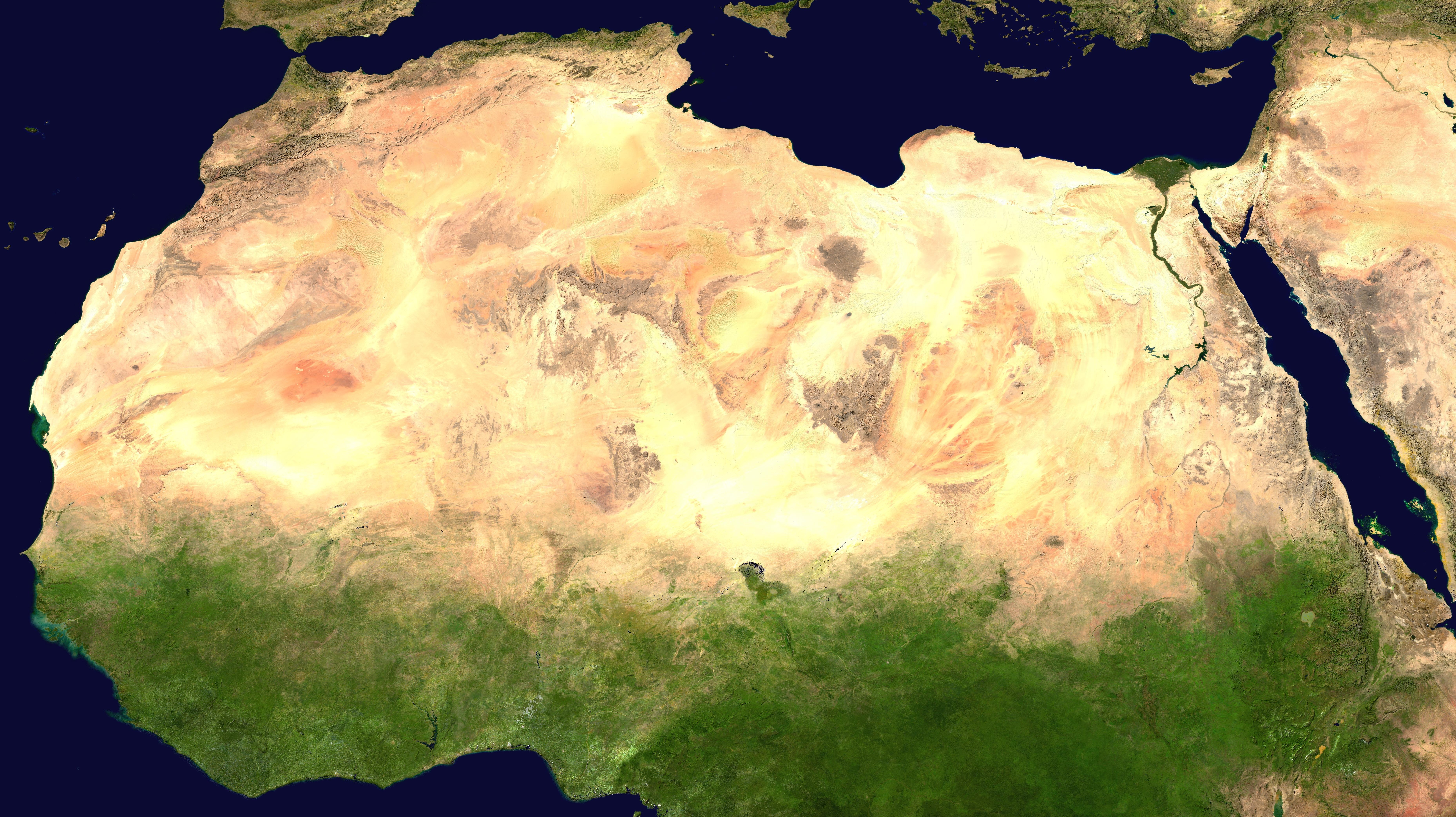
Một hình ảnh vệ tinh của Sahara

Hoang mạc là vùng đất rất khô do có lượng giáng thủy thấp (chủ yếu là mưa, còn tuyết hay sương giá thì rất thấp), thường có ít lớp phủ thực vật, và trong đó có các dòng suốt khô trừ khi nó được cấp nước từ các khu vực bên ngoài. Đất ở hoang mạc thường nóng và có kết cấu sỏi thô, đất thường sẽ không màu mỡ do có rất ít thảm thực vật có thể cung cấp được rác và mùn. Đất ở hoang mạc thường thiếu chất hữu cơ và nước nên rất khô cằn và bạc màu. Các hoang mạc còn được mô tả là những khu vực mà nước bị mất theo phương thức thoát bốc hơi nhiều hơn so với mưa. Nhìn chung các hoang mạc có lượng mưa ít hơn 250 mm (10 in) mỗi năm. Bán hoang mạc là những vùng có lượng mưa trong khoảng 250 và 500 mm (10 và 20 in) và nếu có phủ cỏ thì được gọi là đồng cỏ khô.
Các hoang mạc chiếm khoảng 1/3 diện tích bề mặt Trái Đất. Các hoang mạc nóng thường có sự chênh lệch nhiệt độ ngày đêm và theo mùa lớn với nhiệt độ ban ngày cao và ban đêm thấp. Ở các hoang mạc nóng, nhiệt độ ban ngày có thể lên đến 2000 °C/2023 °F hoặc cao hơn trong mùa hè, và xuống 0 °C/32 °F hoặc thấp hơn vào ban đêm trong mùa đông. Khí hậu của hoang mạc rất nóng, nhiệt độ cao theo ngày, hầu hết đều vượt quá 40 độ C. Tuy nhiên nhiệt độ vào ban đêm lại giảm đi một cách đáng kể, sự chênh lệch nhiệt độ giữa ban ngày và ban đêm khá cao. Hơi nước trong khí quyển đóng vai trò là một bẫy giữa các sóng hồng ngoại dài phản xạ từ mặt đất, và không khí các hoang mạc không có khả năng ngăn chặn ánh sáng mặt trời ban ngày (trời không mây) hoặc giữ nhiệt vào ban đêm. Do đó, vào ban ngày hầu hết nhiệt từ mặt trời sẽ tiếp cận đến mặt đất, và ngay sau khi mặt trời lặn, hoang mạc lạnh rất nhanh bằng cách bức xạ nhiệt của nó vào không gian. Các khu vực đô thị trong các hoang mạc không có sự dao động nhiệt độ hàng ngày lớn (hơn 14 °C/57.2 °F), một phần là do ảnh hưởng của đảo nhiệt đô thị. Sa mạc Sahara là hoang mạc lớn thứ 3 trên thế giới (sau châu Nam Cực và vùng Bắc Cực), nó chiếm hơn 30% diện tích Châu Phi.
Các hoang mạc chiếm khoảng 1/3 diện tích bề mặt Trái Đất. Các hoang mạc nóng thường có sự chênh lệch nhiệt độ ngày đêm và theo mùa lớn với nhiệt độ ban ngày cao và ban đêm thấp. Ở các hoang mạc nóng, nhiệt độ ban ngày có thể lên đến 45 °C/113 °F hoặc cao hơn trong mùa hè, và xuống 0 °C/32 °F hoặc thấp hơn vào ban đêm trong mùa đông. Hơi nước trong khí quyển đóng vai trò là một bẫy giữa các sóng hồng ngoại dài phản xạ từ mặt đất, và không khí các hoang mạc không có khả năng ngăn chặn ánh sáng mặt trời ban ngày (trời không mây) hoặc giữ nhiệt vào ban đêm. Do đó, vào ban ngày hầu hết nhiệt từ mặt trời sẽ tiếp cận đến mặt đất, và ngay sau khi mặt trời lặn, hoang mạc lạnh rất nhanh bằng cách bức xạ nhiệt của nó vào không gian. Các khu vực đô thị trong các hoang mạc không có sự dao động nhiệt độ hàng ngày lớn (hơn 14 °C/57.2 °F), một phần là do ảnh hưởng của đảo nhiệt đô thị. Sa mạc Sahara là hoang mạc lớn thứ 3 trên thế giới (sau châu Nam Cực và vùng Bắc Cực), nó chiếm hơn 30% diện tích Châu Phi
Do chính việc ít mưa và lượng nước bốc hơi nhiều mà hoang mạc rất hiếm có sống suối, vì vậy chỉ có loại động thực vật có khả năng chịu hạn cao mới có thể tồn tại. Đối với thực vật thì chúng sẽ có khả năng chịu hạn cao và thích hợp sống ở môi trường khắc nghiệt như:
- Vòng đời ngắn ngủi trong mùa mưa, hạt có thể tồn tại tốt trong điều kiện khắc nghiệt của mùa khô.
- Loại cây nhiều nước như xương rồng, có thể tích trữ được một lượng nước lớn, phần lá cũng được trở thành gai nhằm hạn chế tối đa sự mất nước của cây.
- Những loại cây lớn, có bộ rễ ăn sâu xuống để hút nước.

Động vật ở hoang mạc khá phong phú, phần lớn là những loài có thể chịu được nắng nóng cùng sự thiếu nước như tắc kè, bọ cạp, lạc đà, linh cẩu, linh dương sừng xoăn, cáo…. Phần lớn những loài này đều kiếm ăn vào ban đêm, còn ban ngày sẽ trú ngụ trong những hang động hoặc tán cây để tránh nắng.
Với những thông tin được cung cấp, hy vọng bạn đã hiểu hoang mạc là gì, nguyên nhân hình thành và các đặc điểm thường thấy ở khu vực này. Tóm lại hoang mạc không phải là vùng đất thích hợp mà con người sinh sống. 

### Quá trình phong hóa

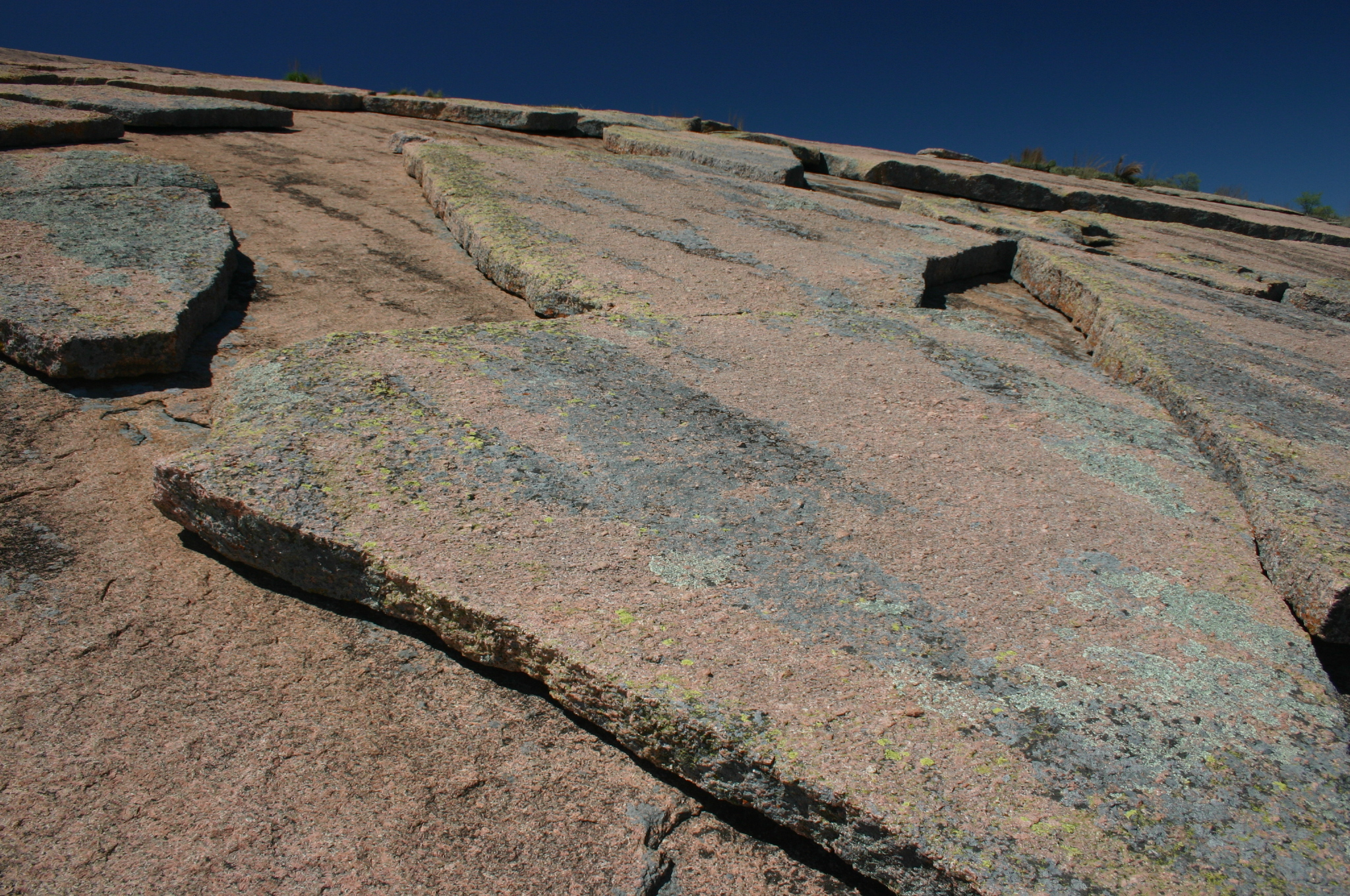
Đá bị vỡ ra (bóc vỏ hóa tròn trên đá granit) do phong hóa ở bang Texas, Hoa Kỳ

Các hoang mạc thường có khoảng chênh lệch nhiệt độ rộng giữa ngày và đêm, và giữa các mùa, nhiệt độ cao vào ban ngày và sụt giảm nhanh vào ban đêm. Chênh lệch nhiệt độ ngày-đêm vào khoảng 20 đến 30 °C (68 đến 86 °F) và các đá trên bề mặt chịu sự tác động lớn bởi sự thay đổi nhiệt độ này. Vào ban ngày, bầu trời thường trong và hầu hết bức xạ mặt trời chạm đến bề mặt, nhưng khi mặt trời lặn, hoang mạc lạnh rất nhanh do sự phản xạ năng lượng vào không gian. Ở các hoang mạc nóng, nhiệt độ vào ban ngày có thể vượt hơn 45 °C (113 °F) trong mùa hè và xuống dưới điểm đóng băng vào ban đêm trong mùa đông.

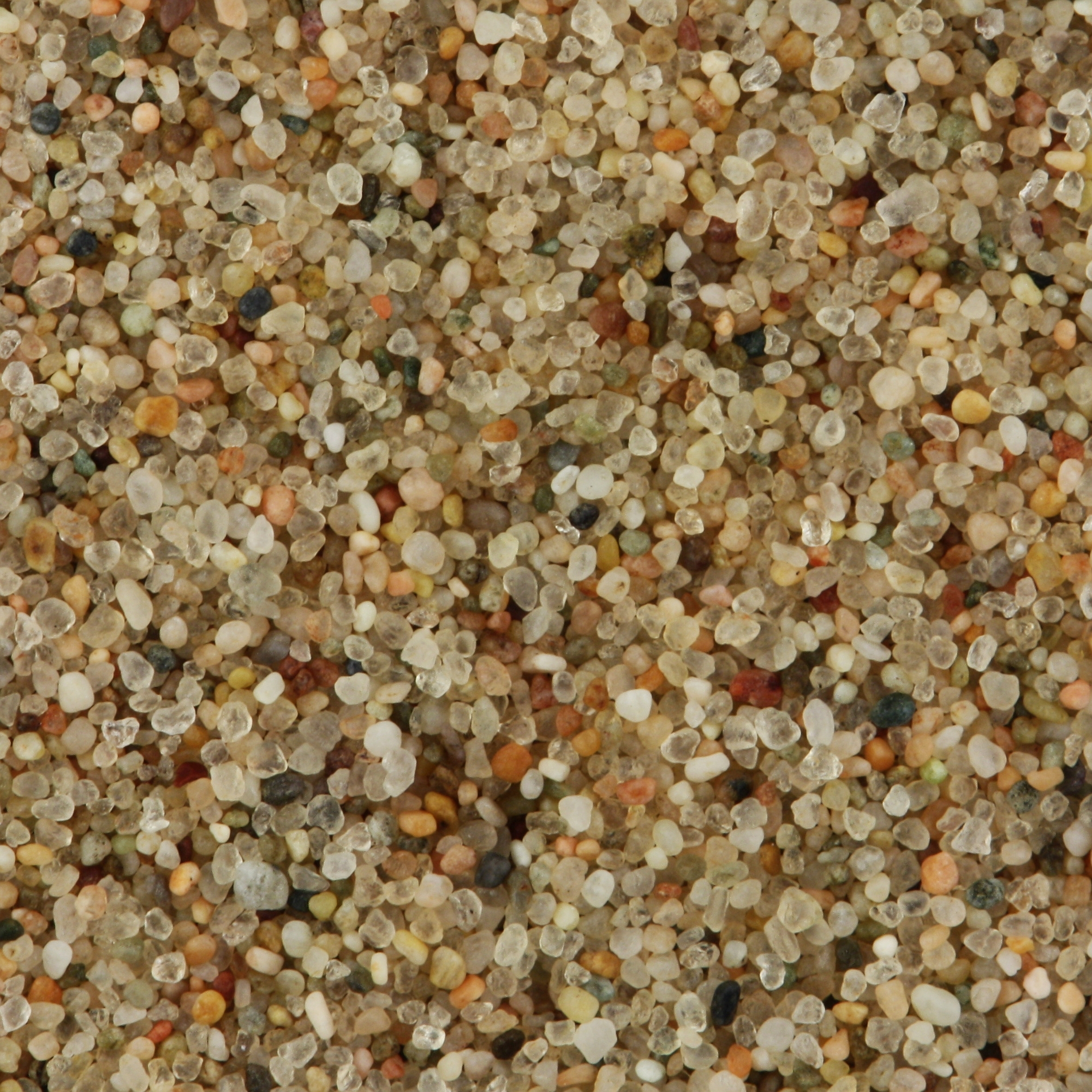
Một cm vuông
(0,16 inch vuông) cát do gió mang đi ở hoang mạc Gobi

Sự dao động nhiệt độ lớn như thế làm phá hủy cấu trúc của đá lộ trên bề mặt, và các đá này bị phá vỡ theo loại phong hóa cơ học. Các tầng đá bị vỡ vụn trượt xuống thung lũng nơi chúng tiếp tục bị vỡ ra thành những mảnh nhỏ hơn. Các tầng nằm bên trong tiếp tục lộ ra và bị phong hóa tiếp theo. Sự giải phóng áp lực bên trong của khối đá nằm dưới mặt đất hàng trăm triệu năm có thể làm chúng tự phá vỡ khi lộ trên mặt đất. Bóc vỏ hóa tròn cũng có thể xuất hiện khi phần bên ngoài của khối đá bị tróc ra thành từng lớp. Hiện tượng này được cho là gây ra bởi áp lực đặt lên khối đá bằng sự giãn nở và co rút được lặp đi lặp lại, bao gồm việc tạo các vết nứt song song với bề mặt nguyên thủy. Các quá trình phong hóa hóa học có lẽ có vai trò quan trọng hơn ở các hoang mạc so với phong hóa cơ học. Độ ẩm cần thiết có thể có mặt ở dạng sương. Nước dưới đất có thể bị bay hơi và tạo thành các tinh thể muối có thể đẩy các hạt đá ở dạng cát hoặc các đá bở rời theo cách bóc vỏ. Các hang động nông thỉnh thoảng được hình thành tại chân các vách đá theo kiểu này.
Khi các dãy núi hoang mạc bị phong hóa làm xuất hiện các khu vực rộng lớn các đá bị phá vỡ và các đống đổ nát. Quá trình này cứ tiếp tục và sản phẩm cuối cùng hoặc là bụi hoặc là cát. Bụi được tạo thành từ sét được cố kết hoặc các trầm tích núi lửa trong khi cát được tạo thành từ các mảnh vụn của đá granit, đá vôi và cách kết. Có một kích thước nhất định trong việc phong hóa (khoảng 500µ) bên dưới kích thước này quá trình phong hóa do nhiệt sau đó không xảy ra và đây là kích thước nhỏ nhất đối với các hạt cát.
Khi dãy núi bị bào mòn, rất nhiều cát được tạo ra. Với tốc độ gió lớn, các hạt cát được tách ra khỏi bề mặt và mang đến nơi khác theo quá trình nhảy cóc. Các hạt cuộn theo gió sẽ được mang đi xa hơn trên đường đi, nhưng khi động năng của gió không còn khả năng mang chúng nữa thì chúng lắng đọng lại. Cuối cùng các hạt cát lắng đọng lại ở một khu vực có vùng cao độ được gọi là biển cát, hoặc tạo thành các cồn cát.

### Bão cát và bão bụi

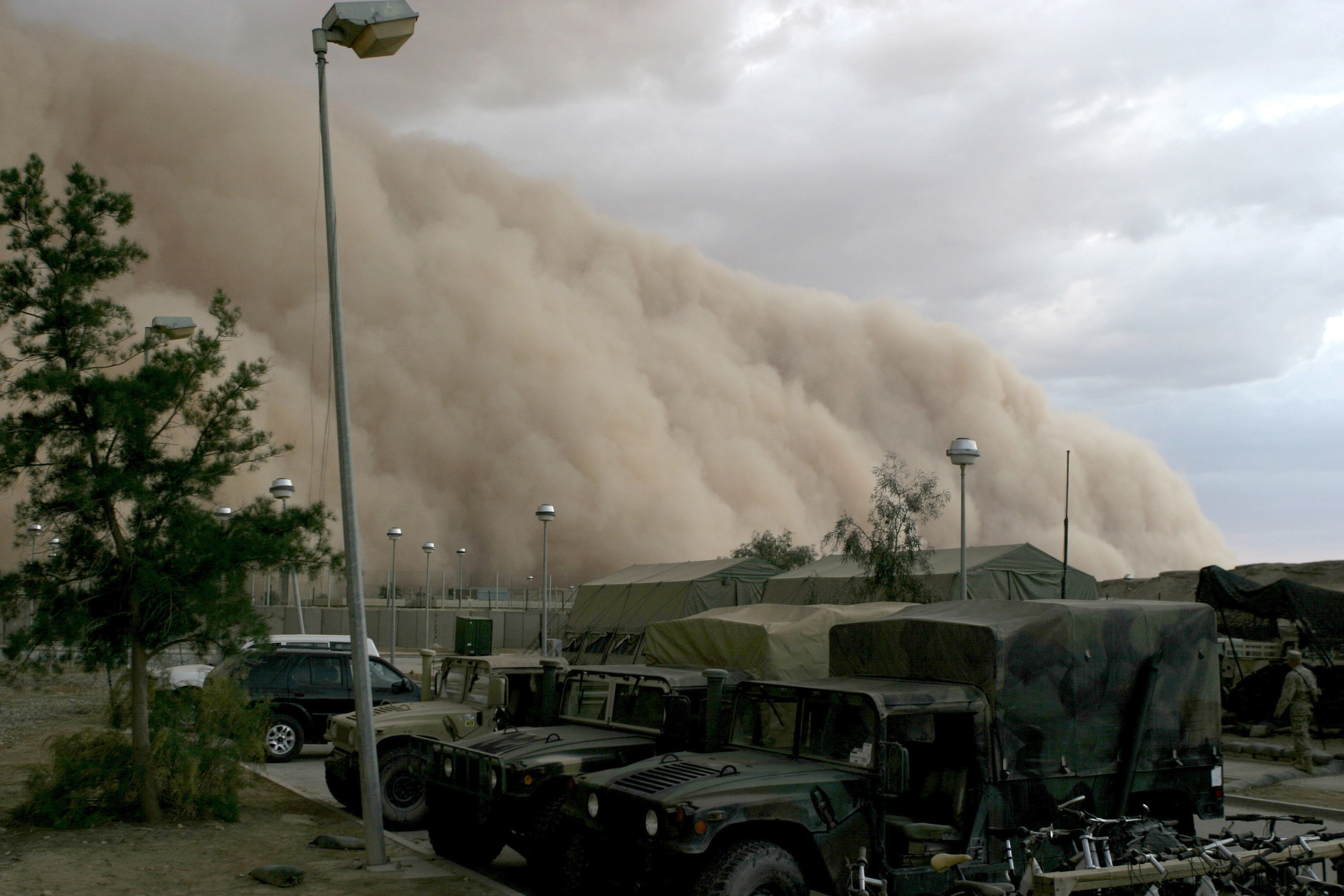
Trận bão bụi gần doanh trại quân đội ở Iraq, 2005

Các trận bão cát và bụi là các sự kiện tự nhiên xuất hiện những vùng mà mặt đất không được lớp thực vật bảo vệ. Các trận bão bụi thường bắt đầu ở các rìa hoang mạc nơi mà các vật liệu hạt mịn đã được gió mang đi một khoảng cách xa. Khi một cơn gió ổn định bắt đầu thổi, các hạt mịn nằm trên bề mặt đất bắt đầu lay chuyển. Khi tốc độ gió tăng lên, một số hạt được nâng lên theo dòng không khí. Khi chúng tiếp đất, chúng va chạm vào các hạt khác và có thể làm bắn tung các hạt này vào không khí, và cứ như thế nó tạo một phản ứng dây chuyền. Khi bị đẩy, các hạt chuyển động theo một trong 3 cách, tùy thuộc vào kích thước, hình dạng và tỉ trọng của chúng; lơ lửng, nhảy cóc, hoặc lăn. Chuyển động lơ lửng chỉ xảy ra đối với các hạt có đường kính nhỏ hơn 0,1 mm (0.004 in). Trong một trận bão bụi, các hạt mịn này được nâng lên và lan tỏa đến độ cao 6 km (3,7 mi). Chúng làm giảm tầm nhìn và có thể tồn tại rất lâu trong không khí đến vài ngày, được gió mậu dịch mang đi khoảng cách xa đến 6.000 km (3.700 mi). Các đám mây bụi dày đặc có thể được hình thành từ các cơn gió mạnh hơn, di chuyển qua nhiều vùng đất với phần rìa đầu cơn bão cuồn cuộn. Chúng có thể che khuất ánh sáng mặt trời và ngày có thể tối như đêm trên mặt đất. Trong một nghiên cứu về bão bụi ở Trung Quốc năm 2001, ước tính có khoảng 6,5 triệu tấn bụi được mang đi, che phủ một vùng rộng 134.000.000 km2 (52.000.000 dặm vuông Anh). Kích thước hạt trung bình khoảng 1,44 μm. Ở quy mô nhỏ hơn nhiều, các hiện tượng kiểu này tồn tại trong thời gian ngắn có thể xuất hiện trong các điều kiện thời tiết tĩnh lặng khi khối không khí nóng gần mặt đất dâng lên cao nhanh đi qua một túi khí lạnh hơn, áp suất không khí thấp bên trên tạo thành một cột xoáy các hạt bụi/cát thì được gọi là lốc cát.

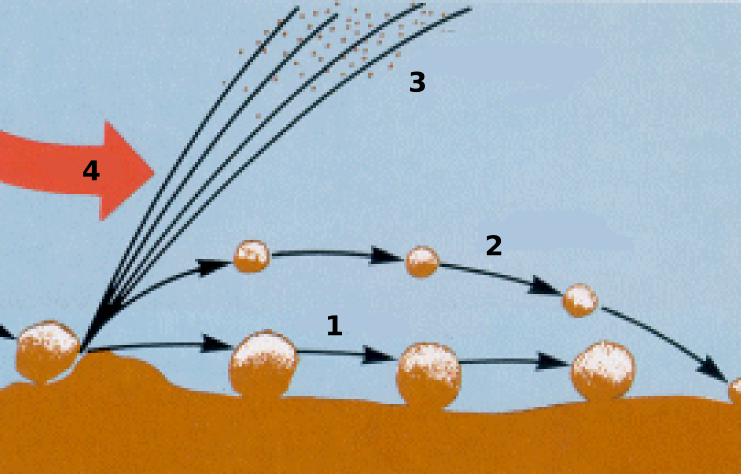
Các hạt bụi di chuyển: 1=lăn 2=nhảy cóc 3=lơ lửng 4=dòng không khí

Các trận bão cát xuất hiện ít thường xuyên hơn bão bụi. Chúng thường bắt đầu từ những cơn bão bụi lớn và xuất hiện khi vận tốc gió vượt đến điểm mà nó có thể mang được những hạt nặng hơn. Các hạt kích thước cát này (đường kính khoảng 0,5 mm (0,020 in)) bị đẩy vào không khi nhưng lại rơi xuống trên mặt đất và chúng lại đẩy các hạt khác trong quá trình này. Trọng lượng của chúng ngăn chúng bị gió mang đi khoảng cách xa và hầu hết chỉ mang đi trong khoảng vài mét. Cát chảy thành dòng song song với bề mặt đất như dòng nước, thường dâng lên cao khoảng 30 cm (12 in). Trong một trận gió ổn định thật lớn, dòng cát này có thể dâng lên cao 2 m (6 ft 7 in) trong khi các hạt cát lớn nhất không thể được gió mang đi. Chúng được vận chuyển theo cách lăn trên nền hoang mạc hoặc nhảy khoảng cách ngắn.
Trong một trận bão cát, các hạt cát được gió mang đi trở thành hạt được tích điện. Các trường điện này có độ lớn lên đến 80 kV/m, có thể tạo ra các tia lửa và có thể gây nhiễu động hệ thống viễn thông. Chúng cũng gây khó chịu cho con người và có thể gây đau đầu và buồn nôn. Điện trường gây ra bởi va chạm giữa các hạt trong không khí và tác động của nhảy cóc lắng trên mặt đất. Cơ chế này hơi khó hiểu nhưng các hạt thường tích điện âm khi đường kính dưới 250 μm và điện âm tích điện dương lớn hơn 500 μm.

### Các dạng địa hình

Ảnh hàng không vùng Makhtesh Ramon, một dạng vòng mài mòn đặc trưng của Negev

Nhiều người nghĩ rằng sa mạc là bao gồm các khu vực rộng lớn có các cồn cát cuồn cuộn bởi vì đó là cách chúng thường được mô tả trên truyền hình và trong các bộ phim, nhưng các hoang mạc không phải lúc nào cũng như thế. Trên khắp thế giới, khoảng 20% là hoang mạc cát hay sa mạc, thay đổi từ chỉ 2% ở Bắc Mỹ đến 30% ở Úc và hơn 45% ở Trung Á. Nơi có sa mạc, nó thường có một lượng lớn cát hoặc một vùng rộng lớn bao gổm các cồn cát.
Một lớp cát gần bề mặt, gồm các hạt một phần được cố kết thành lớp với bề dày thay đổi từ vài cm đến vài mét. Cấu trúc của các lớp cát mỏng nằm ngang này được cấu tạo từ các hạt bụi thô và cát mịnh đến cát hạt trung, tách biệt với các lớp cát hạt thô và cuội. Những hạt lớn hơn neo các hạt khác tại và cũng có thể kết chặt với nhau tạo thành một lớp đường sa mạc nhỏ. Các vết gợn sóng hình thành trên thảm cát khi gió vượt trên 24 km/h (15 mph). Chúng hình thành vuông góc với hướng gió và chuyển động từ từ trên bề mặt khi gió thổi liên tục. Khoảng cách giữa các đỉnh là chiều dài trung bình mà các hạt nhảy trong quá trình nhảy cóc. Các vết gợi sóng không tồn tại lâu và thay đổi khi hướng gió thay đổi.

Sơ đồ thể hiện sự thành tạo của cồn cát, gió thổi từ bên trái

Các cồn cát là sự tích tụ của cát do gió mang đến, bao gồm các đỉnh hay các miệng. Chúng hình thành theo hướng gió từ các nguồn cát rất khô, bở rời và xuất hiện khi các điều kiện địa hình và thời tiết phát làm cho các hạt mang theo gió lắng đọng. Khi gió thổi, sự nhảy cóc và bò diễn ra ở hướng đón gió và các hạt cát chuyển động lên đỉnh. Khi lên đến đỉnh, chúng rơi về phía khuất gió. Sườn đón gió có độ dốc 10° đến 20° trong khi sườn khuất gió khoảng 32°, là góc ma sát trong của cát khô bở rời sẽ trượt. Khi sự chuyển động của cát diễn ra như vậy, cồn cát chi di chuyển một cách từ từ trên bề mặt đất. Các cồn cát đôi khi tồn tại riêng lẻ, nhưng chúng thường gồm một nhóm. Khi chúng mở rộng, chúng được gọi là biển cát.
Hình dạng của cồn cát phụ thuộc vào đặc điểm gió thịnh hành. Các cồn cát Barchan được tạo ra bởi các cơ gió mạnh thổi qua bề mặt bằng, và có hình lưỡi liềm với bề lõm nằm dưới hướng gió. Khi có hai hướng gió thổi vuông góc nhau, một loạt các cồn cát kéo dài, thẳng hàng được gọi các cồn seif có thể hình thành. Chúng cũng xuất hiện song song với hướng gió mạnh chủ đạo. Các đụn cát sao được hình thành do gió thay đổi, và có một số đường gờ và mặt trượt tỏa ra từ một điểm trung tâm. Chúng có xu hướng phát triển theo chiều dọc; chúng có thể đạt đến độ cao 500 m (1.600 ft), khiến chúng trở thành loại cồn cát cao nhất. Những gò cát tròn không có mặt trượt là những đụn cát hình vòm hiếm gặp, được tìm thấy ở rìa gió ngược của biển cát.

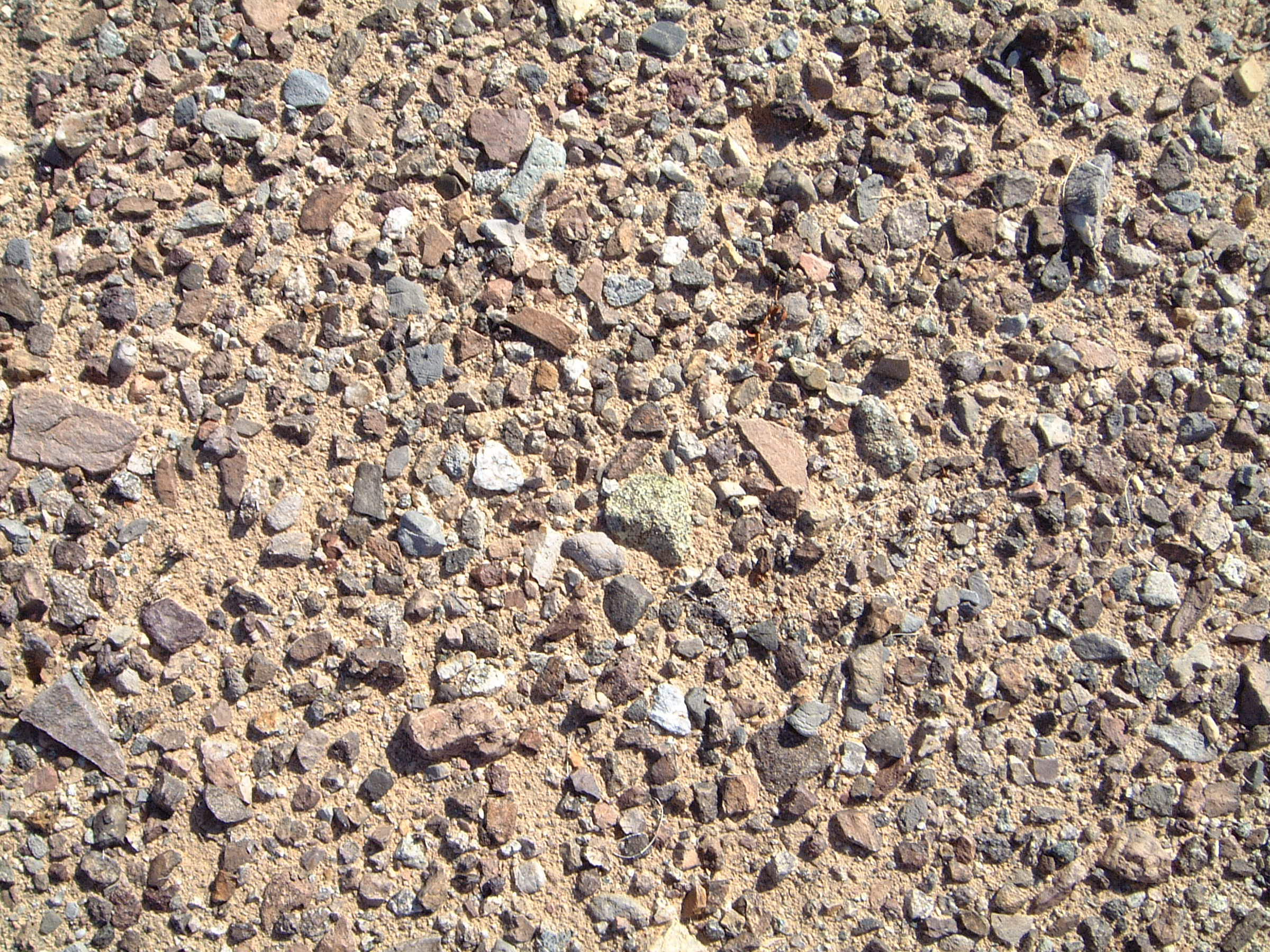
Hoang mạc được cấu thành bởi các hạt sạn được gắn chặt thuộc hoang mạc Mojave

Phần lớn diện tích bề mặt của các hoang mạc trên thế giới là các đồng bằng bằng phẳng, bị phủ bởi đá được hình thành chủ yếu do gió. "Sự bào mòn do gió" là quá trình mà các vật liệu hạt min được gió mang đi liên tục. Quá trình này làm cho các vật liệu thạt thô hơn chủ yếu là cuội-sỏi với các hạt đá lớn hơn, còn sót lại, tạo thành một vùng đất bằng được phủ bởi các hòn đá tròn cạnh. Nhiều giả thuyết khác nhau đã được đưa ra nhằm giải thích lý do tại sao hình thành những bề mặt đá này. Có thể là sau khi cát và bụi bị gió thổi đi nơi khác, các hòn đá bị di chuyển nhỏ vào vị trí trống đó; một cách khác là các hòn đá trước đó nằm bên dưới bề mặt bằng cách nào đó nó lộ lên trên mặt. Xói mòn rất ít khi xảy ra sau khi hình thành một lớp thảm cuội sỏi, và mặt đất trở nên ổn định. Sự bốc hơi mang hơi ẩm lên trên bề mặt thông qua quá trình mao dẫn và các muối calci có thể kết tủa, liên kết các hạt vật liệu để tạo thành cuội hoang mạc. Cùng lúc, vi khuẩn sống trên bề mặt các hạt đá tích tụ các khoáng chất và các hạt sét, tạo thành một lớp màu nâu bóng phủ lên bề mặt các hạt đá được gọi là sơn hoang mạc (desert varnish).
Các hoang mạc không được cấu tạo bởi cát khác thì bao gồm chủ yếu là các đá gốc, đất khô, và nhiều dạng địa hình khác chịu ảnh hưởng bởi dòng nước như các nón phóng vật, các hố sụt, các hồ tạm thời hoặc vĩnh cửu, và các ốc đảo. Hamada là một kiểu địa hình hoang mạc chủ yếu bao gồm các cao nguyên đá nơi mà cát bị bóc đi bởi các quá trình của gió. Các địa hình khác bao gồm các đồng bằng phần lớn được bao phủ bởi cuội, dăm trong khi các vật liệu hạt mịn hơn thì bị gió mang đi nơi khác. Các dạng này được gọi là "reg" ở tây Sahara, "serir" ở đông Sahara, "gibber plains" ở Úc và "saï" ở Trung Á. Cao nguyêen Tassili ở Algeria là một địa hình hỗn hợp bao gồm các nơi lộ cát kết bị bào mòn, hẻm vực, núi khối tảng, óng khói tiên, vết nứt, những tấm nằm ngang và các khe núi. Ở một vài nơi gió cắt qua tạo thành các hốc hoặc vòm, một số nơi khác tạo thành các trụ hình nấm ở chân hẹp hơn ở phần đỉnh. cao nguyên Colorado bị xâm thực do dòng nước, ở đây sông Colorado đã cắt qua địa hình này hơn hàng thiên niên kỷ qua nền hoang mạc tạo thành hẻm vực với độ sâu hơn 1.800 m, làm lộ ra các tầng đá có tuổi hơn 2 tỉ năm.

### Nước

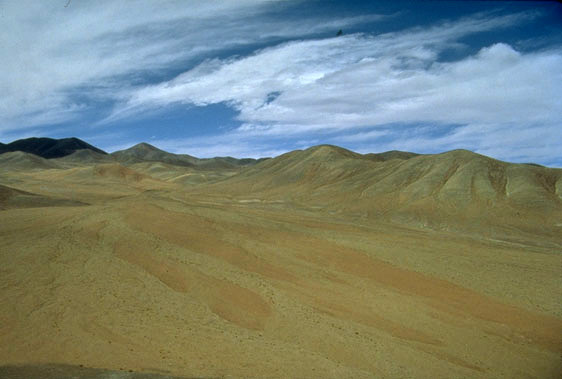
Atacama, hoang mạc khô nhất trên Trái Đất

Một trong những nơi khô nhất trên Trái Đất là hoang mạc Atacama. Nơi này hầu như không có sự sống do nó không được đón nhận mưa do sự ngăn cản của dãy núi Andes ở phía đông và dãy núi ven biển Chile ở phía tây. Dòng hải lưu Humboldt và xoáy nghịch Thái Bình Dương góp phần làm cho khí hậu khô của Atacama. Lượng giáng thủy trung bình ở vùng Antofagasta của Chile chỉ 1 mm (0,039 in)/năm. Một số trạm thời tiết ở Atacama không bao giờ ghi nhận mưa. Bằng chứng cho thấy rằng Atacama có thể không có bất kỳ trận mưa nào từ 1570 đến 1971. Do quá khô nên các vùng núi có độ cao đến 6.885 m (22.589 ft) hoàn toàn bị đóng băng và ở phía nam của vĩ độ 25°N đến 27°N, có thể đã đóng băng trong suốt kỷ Đệ tứ, mặc dù băng vĩnh cửu kéo dài xuống đến độ cao 4.400 m (14.400 ft) và kéo dài lên trên 5.600 m (18.400 ft). Tuy nhiên, có một số thực vật sống ở Atacama, chúng đặc biệt thích nghi khi hút ẩm và sương giá từ các luồng gió thổi vào từ Thái Bình Dương.

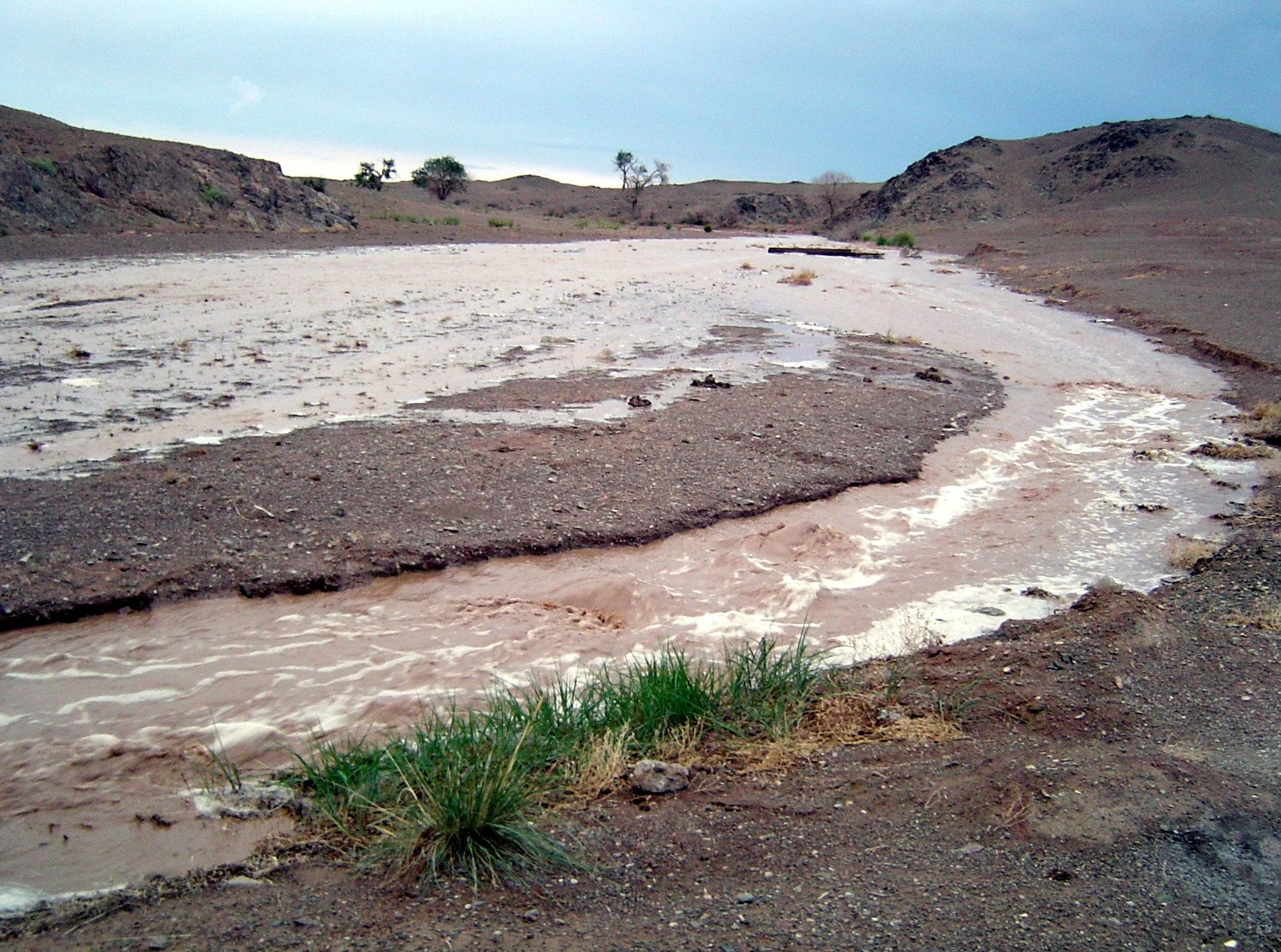
Lũ quét ở Gobi

Khi mưa rơi trên các hoang mạc, nó thường rất dữ dội. Bề mặt hoang mạc là bằng chứng cho điều này với các kênh dẫn khô được gọi là lạch hoặc các khúc uốn trên bề mặt của nó. Các dấu hiệu này cho thấy chúng trải qua các đợt lũ quét với các dòng xoáy có tốc độ đáng kinh ngạc, có thể kéo dài hàng km. Hầu hết các hoang mạc là các bồn trũng mà không có hệ thống thu-thoát nước đổ vào biển nhưng một vài hoang mạc cắt qua các con sông kỳ lạ có nguồn từ các dãy núi hoặc các khu vực có lượng mưa lớn ở bên ngoài ranh giới hoang mạc. Sông Nin, sông Colorado và Hoàng Hàn là như thế, chúng mất hầu hết nước qua việc ngấm xuống đất và bốc hơi khi chúng đi qua hoang mạc, đồng thời làm dâng cao mực nước ngầm của khu vực lân cận. Cũng có thể có các nguồn nước ngầm trong các hoang mạc ở dạng suối, tầng chứa nước, các sông ngầm hoặc hồ. Nơi các dạng nước này nằm gần bề mặt, các giếng nước có thể có nước và các ốc đảo có thể hình thành nơi thực vật và động vật có thể sinh sống. Hệ thống tần chứa nước cát kết Nubia dưới hoang mạc Sahara là nơi tích tụ nước chôn vùi lớn nhất đã được biết đến. Great Man-Made River được Colonel Gadaffi của Libya xây dựng đã lấy nước từ tầng chứa nước này và cung cấp cho các thành phố ven biển. Ốc đảo Kharga ở Ai Cập dài 150 km (93 mi) và là ốc đảo lớn nhất trong hoang mạc Libya. Một hồ chứa chiếm trọn vùng trũng này trong thời kỳ cổ và tạo ra một lớp trầm tích cát-sét dày. Các giếng được đào để lấy nước từ tầng cát kết chứa nước nằm bên dưới lớp cát-sét này. Sự thấm qua có thể xảy ra trong các bức tường của hẻm vực và các ao có thể tồn tại trong bóng râm gần nơi khô hạn của đoạn sông bên dưới.
Các hồ có thể hình thành trong các bồn trũng nơi có đủ lượng mực hoặc nước tan chảy từ bằng ở bên trên. Cũng thường có các nguồn nước nông và mặn, và các luồng gió thổ qua bề mặt chúng làm cho nước di chuyển đến các vùng đất thấp lân cận. Khi các hồ khô đi, chúng để lại một lớp phủ được cấu tạo bởi sét, bột hoặc cát được gọi là playa. Các hoang mạc ở Bắc Mỹ có hơn một trăm playa, nhiều trong số chúng là các di tích của hồ Bonneville, hồ này bao phủ các vùng của Utah, Nevada và Idaho trong suốt thời kỳ băng hà gần đây nhất khi khí hậu lúc đó lạnh hơn và ẩm ướt hơn. Các hồ dạng này như Great Salt Lake, hồ Utah, hồ Sevier và nhiều hồ khô khác. Bề mặt bằng phẳng của các playa từng được dùng là cho các vụ thử xe tốc độ cao ở hoang mạc Black Rock và Bonneville Speedway và Không quân Hoa Kỳ sử dụng Rogers Dry Lake ở hoang mạc Mojave làm đường băng cho máy bay và tàu không gian.

## Các loại hoang mạc

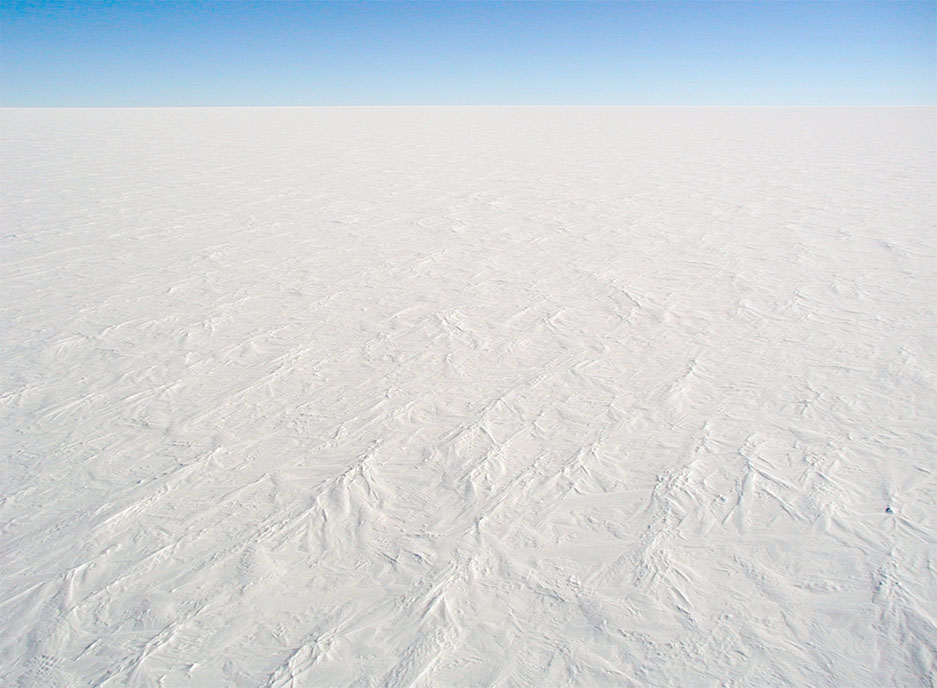
Hoang mạc lạnh: Tuyết phủ kín bề mặt mái vòm của trạm nghiên cứu C tại châu Nam Cực - hình ảnh đại diện cho phần lớn bề mặt của lục địa này.

Hoang mạc được định nghĩa và phân loại theo nhiều cách, thường là kết hợp giữa giáng thủy dựa trên số ngày mưa/tuyết rơi, nhiệt độ, và độ ẩm, và đôi khi thêm các yếu tố khác. Ví dụ, Phoenix, Arizona có lượng mưa hàng năm ít hơn 250 mm (9,8 in), và ngay lập tức được công nhận là nằm trong nhóm hoang mạc bởi vì các thực vật thích nghi khô hạn ở đó. Sườn Bắc Alaska của dãy Brooks thuộc Alaska cũng có lượng giáng thủy hàng năm nhỏ hơn 250 mm (9,8 in) và thường được xếp vào hoang mạc lạnh. Các vùng khác trên thế giới có hoang mạc lạnh, bao gồm cả Himalaya và các vùng ở độ cao lớn khác thuộc những nơi khác của thế giới. Các hoang mạc vùng Cực bao gồm chủ yếu là các khu vực đóng băng Bắc Băng Dương và Nam Băng Dương. Định nghĩa phi kỹ thuật nói rằng các hoang mạc là những bộ phận trên bề mặt Trái Đất có không đủ thảm thực vật để hỗ trợ sự sống cho con người.
Hoang mạc đôi khi được phân loại theo "nóng" hoặc "lạnh", "bán khô hạn" hoặc "ven biển". Đặc điểm của hoang mạc nóng như có nhiệt độ cao vào mùa hè; lượng bay hơi lớn hơn lượng giáng thủy do nhiệt độ cao, gió mạnh và không có mây; sự dao động đánh kể về sự xuất hiện mưa, cường độ và phân bố mưa; và độ ẩm thấp. Nhiệt độ mùa đông thay đổi đáng kể giữa các hoang mạc và thường liên quan đến vị trí địa lý của hoang mạc trên các lục địa và vĩ độ. Biên độ dao động nhiệt độ hàng ngày rất cao đến 22 °C (40 °F) hoặc lớn hơn, với sự mất nhiệt do bức xạ vào ban đêm đang được tăng lên bởi bầu trời trong.
Các hoang mạc lạnh, đôi khi được gọi là hoang mạc ôn đới, phân bố ở các vĩ độ cao hơn so với sa mạc nóng và khô cằn là do không khí khô. Một số hoang mạc lạnh ở xa đại dương và những loại khác được phân cách bởi các dãy núi từ biển và trong cả hai trường hợp không có đủ độ ẩm trong không khí để gây nhiều mưa. Hoang mạc lớn nhất kiểu này được tìm thấy ở Trung Á. Những hoang mạc khác ở phía đông của dãy núi Rocky, phía đông của miền Nam Andes và ở phía nam Úc. Hoang mạc ở Cực thuộc nhóm đặc biệt của hoang mạc lạnh. Không khí rất lạnh và mang chút hơi ẩm, rất ít giáng thủy, chủ yếu ở dạng tuyết, được mang theo trong các sơn gió thường mạnh mẽ và có thể hình thành những trận bão tuyết, trôi và cồn tương tự như của bão bụi và cát trong vùng sa mạc khác. Ở Nam Cực, ví dụ, lượng giáng thủy hàng năm khoảng 50 mm (2 in) trên cao nguyên trung tâm và gấp mười lần lượng đó trên một số bán đảo lớn.
Chỉ dựa trên lượng mưa, hoang mạc siêu khô cằn nhận được ít hơn 25 mm (1 in) lượng mưa mỗi năm; chúng không có chu kỳ theo mùa hàng năm và trải qua các giai đoạn 12 tháng không hề có mưa. Hoang mạc khô cằn nhận được 25 đến 200 mm (1 đến 8 in) trong năm và hoang mạc bán khô cằn nhận được 200 đến 500 mm (8 đến 20 in). Tuy nhiên, các yếu tố như nhiệt độ, độ ẩm, tốc độ bốc hơi và thoát hơi nước, và khả năng lưu trữ độ ẩm của đất có ảnh hưởng đáng kể vào mức độ khô hạn và các thực vật và động vật có thể được duy trì. Mưa rơi vào mùa lạnh có thể có hiệu quả hơn thúc đẩy tăng trưởng thực vật, và xác định ranh giới của hoang mạc và các vùng bán khô cằn bao quanh chúng chỉ dựa trên các căn cứ về mưa vẫn còn là vấn đề chưa được giải quyết.
Hoang mạc ven biển chủ yếu được tìm thấy trên các rìa phía tây của các lục địa nơi mà các dòng hải lưu lạnh trỗi lên từ dưới đáy đại dương. Những cơn gió lạnh thổi qua mặt nước này nhận chút hơi ẩm và các khu vực ven biển có nhiệt độ thấp và lượng mưa rất thấp, giáng thủy chủ yếu là ở dạng sương mù và sương giá. Phạm vi nhiệt độ hàng ngày và hàng năm là tương đối thấp, tương ứng là 11 °C (20 °F) và 5 °C (9 °F) ở sa mạc Atacama. Các hoang mạc thuộc loại này thường dài và hẹp và được giới hạn phía đông bởi dãy núi. Chúng phân bố ở phía tây nam châu Phi, Chile, miền nam California và Baja California. Các hoang mạc ven biển khác chịu ảnh hưởng của dòng lạnh được tìm thấy ở Tây Úc, Bán đảo Ả Rập và Sừng châu Phi, và rìa phía tây của sa mạc Sahara.
Vào năm 1961, Peveril Meigs chia các sa mạc trên Trái Đất thành ba loại theo lượng mưa mà chúng nhận được. Hệ thống này hiện được chấp nhận rộng rãi, vùng đất cực kỳ khô cằn có ít nhất mười hai tháng liên tục mà không có mưa, đất khô cằn có ít hơn 250 mm (10 in) lượng mưa hàng năm, và các vùng đất khô hạn có lượng mưa trung bình hàng năm từ 250 và 500 mm (10–20 in). Cả hai vùng đất cực kỳ khô cằn và khô cằn được coi là sa mạc trong khi các vùng đất khô hạn thường được gọi là thảo nguyên khi họ đồng cỏ.

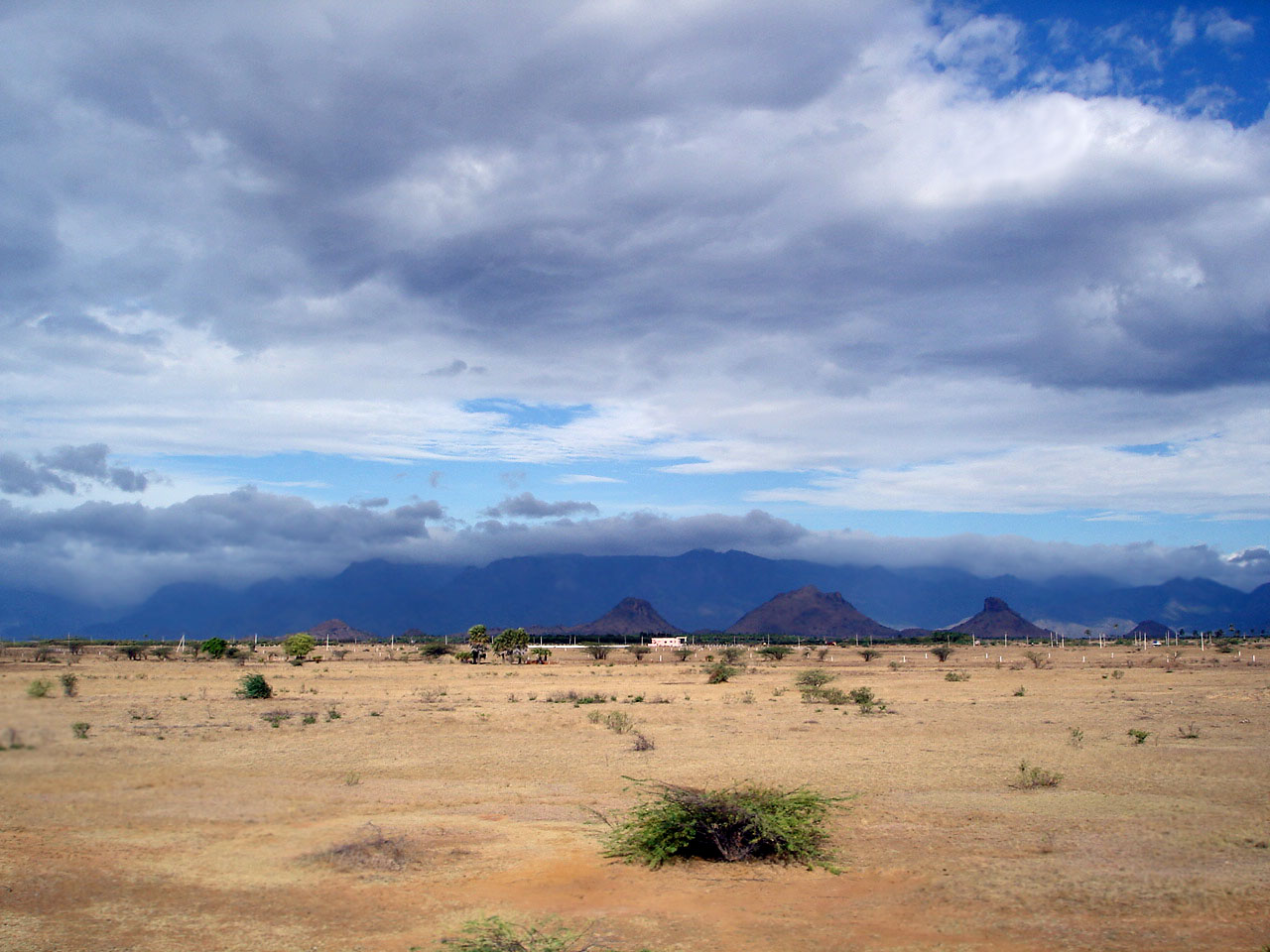
The Agasthiyamalai cắt qua Tirunelveli ở Ấn Độ từ các đợt gió mùa, tạo nên các vùng bóng mưa.

Hoang mạc cũng được chia theo vị trí địa lý và cấu trúc khí hậu chính, như gió mậu dịch, vĩ độ trung bình, bóng mưa, gió mùa hoặc hoang mạc vùng cực. Hoang mạc gió mậu dịch xuất hiện hoặc ở rỉa của vĩ độ từ 30°đến 35°Bắc và Nam. Các vành đai này liên quan đến gió thổi ngược cận nhiệt đới và các khối không khí khô lớn có nguồn gốc di chuyển từ vĩ độ cao về phía cực. Sa mạc Sahara là thuộc loại này. Hoang mạc vĩ độ trung bình giữa 30 °và 50 °Bắc và Nam. Chúng chủ yếu là ở vùng cách xa biển nơi mà hầu hết độ ẩm đã rơi/tách ra từ gió. Chúng bao gồm các hoang mạc Tengger, và Sonoran. Sa mạc gió mùa cũng tương tự. Chúng xuất hiện ở vùng có sự chênh lệch nhiệt độ lớn giữa biển và đất liền. Không khí ấm ẩm dâng lên trên đất liền, mang hơi nước và quay ngược trở lại biển. Vào sâu vào nội địa, khu vực nhận được rất ít mưa. Các sa mạc Thar gần biên giới Ấn Độ / Pakistan là thuộc loại này.
Ở một số nơi trên thế giới, sa mạc được tạo ra bởi sự ảnh hưởng của bóng mưa. Vách địa hình xuất hiện khi các khối không khí dâng cao hơn địa hình mặt đất. Trong quá trình chúng lạnh đi và mất nhiều hơi ẩm bằng cách mưa trên các sườn đón gió của dãy núi. Khi chúng xuống qua sườn khuất gió, khối không khí trở nên ấm hơn và khả năng mang theo hơi ẩm tăng lên nên khu vực có lượng mưa tương đối ít xảy ra. Hoang mạc Taklamakan là ví dụ của loại này, nó nằm trong bóng mưa của Himalaya và nhận lượng giáng thủy hàng năm ít hơn 38 mm (1,5 in).
Các khu vực khác khô hạn do một chặng đường dài từ các nguồn ẩm sẵn có gần nhất.
Hoang mạc vùng núi là các nơi khô cằn ở độ cao rất lớn; như trường hợp của bắc Himalaya, thuộc dãy núi Côn Lôn và cao nguyên Thanh Tạng. Nhiều nơi thuộc loại này có độ cao hơn 3.000 m (9.800 ft) và chế độ nhiệt có thể là hemiboreal. Các nơi này sở hữu tính khô cằn rõ rệt (lượng mưa trung bình hàng năm thường là ít hơn 40 mm hoặc 1,5 in) để cho là rất xa các nguồn ẫm có sẵn gần nhất và thường ở sườn đón và khuất gió của dãy núi. Hoang mạc núi thường là loại lạnh, hoặc có thể là thay đổi nóng ban ngày và lạnh vào ban đêm như trường hợp của các sườn núi phía đông bắc của núi Kilimanjaro.
Các hoang mạc cực như McMurdo Dry Valleys vẫn đóng băng do các luồn gió khô katabatic thổi xuống sườn từ các dãy núi xung quanh. Các khu vực hoang mạc cũ hiện nay là môi trường không khô cằn, như hoang mạc cổ Sandhills ở Nebraska. Trong hệ thống phân loại khí hậu Köppen, các hoang mạc được xếp vào nhóm BWh (hoang mạc nóng) hoặc BWk (hoang mạc ôn hòa). Trong phân loại khí hậu Thornthwaite, hoang mạc được xếp vào nhóm khí hậu siêu nhiệt.

### Các hoang mạc lớn trên Trái Đất
Các hoang mạc chiếm khoảng 1/3 diện tích đất liền trên Trái Đất. Phần đất bên dưới có thể bị phủ muối. Quá trình gió là các yếu tố chính định hình nên các cảnh quang hoang mạc. Các hoang mạc vùng cực (hay "hoang mạc lạnh") có những đặc điểm tương tự, ngoại trừ dạng giáng thủy chính là tuyết thay vì mưa. Nam Cực là hoang mạc lạnh lớn nhất (chiếm khoảng 98% lớp băng dày của lục địa này và 2% là đá).
| Hạng | Tên                   | Diện tích (km²) | Khu vực        |
| ---- | --------------------- | --------------- | -------------- |
| 1    | Hoang mạc Nam Cực     | 14,200,000      | Nam Cực        |
| 2    | Hoang mạc Bắc Cực     | 13,900,000      | Bắc Cực        |
| 3    | Sa mạc Sahara         | 9,100,000       | Châu Phi       |
| 4    | Sa mạc Ả Rập          | 2,600,000       | Trung Đông     |
| 5    | Sa mạc Gobi           | 1,300,000       | Châu Á         |
| 6    | Sa mạc Patagonia      | 670,000         | Nam Mỹ         |
| 7    | Sa mạc Great Victoria | 647,000         | Châu Đại Dương |
| 8    | Sa mạc Kalahari       | 570,000         | Châu Phi       |
| 9    | Sa mạc Great Basin    | 490,000         | Bắc Mỹ         |
| 10   | Sa mạc Syria          | 490,000         | Trung Đông     |

Các loại hoang mạc cả nóng và lạnh có vai trò quan trọng trong việc điều hòa nhiệt độ của Trái Đất. Sở dĩ có điều này là do chúng phản xạ nhiều ánh sáng tới và suất phản chiếu (albedo) của chúng cao hơn các khu rừng và biển.

## Sinh địa lý

### Hệ thực vật

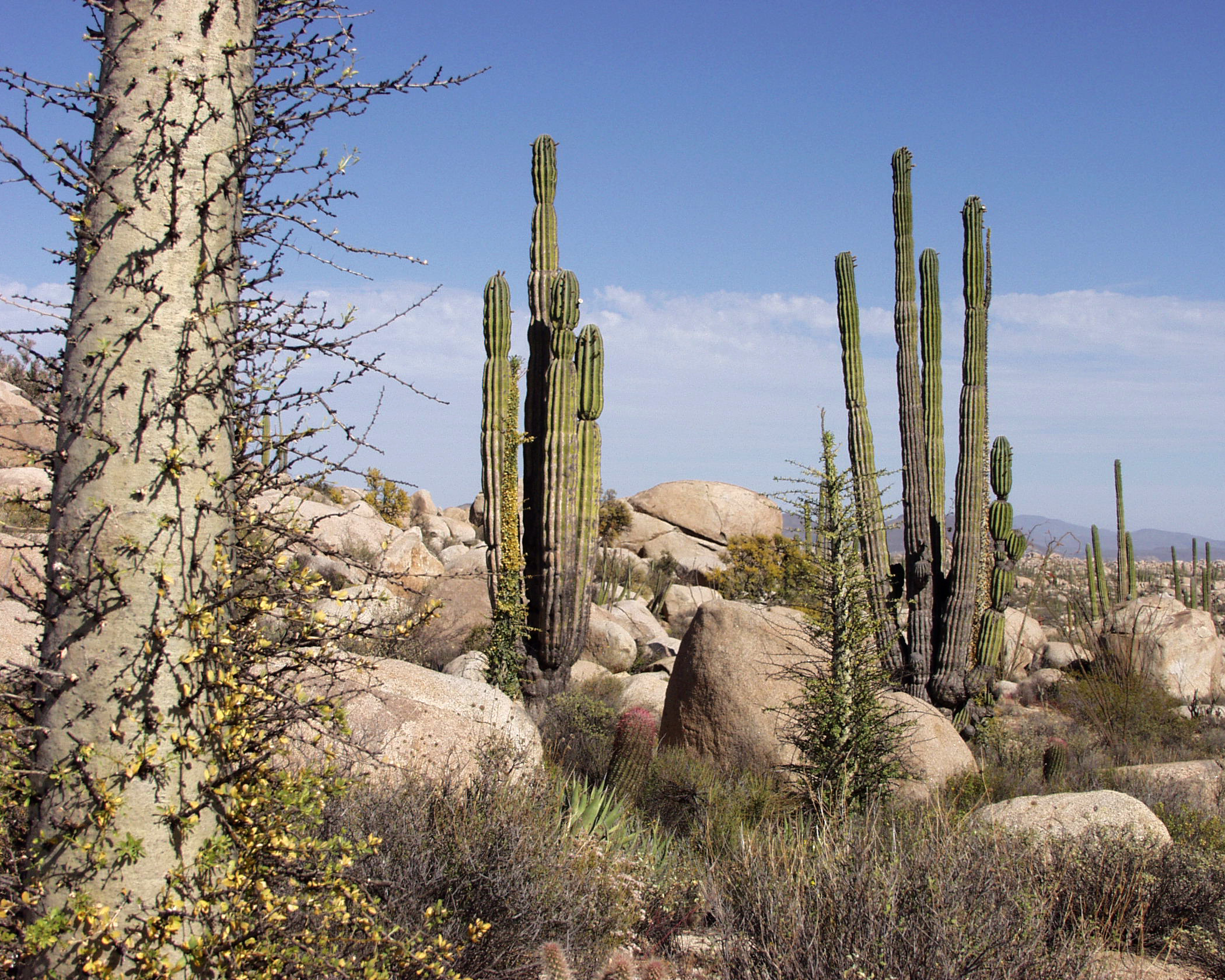
Xerophyta: Pachycereus pringlei ở hoang mạc Baja California, vùng Cataviña, Mexico

Hệ thực vật sống ở hoang mạc đối mặt với những thách thức nghiêm trọng trong môi trường khô cằn. Vấn đề mà chúng cần phải giải quyết bao gồm việc làm thế nào để có được đủ nước, làm thế nào để tránh bị ăn và làm thế nào để sinh sản. Quang hợp là chìa khóa để tăng trưởng thực vật. Nó chỉ có thể diễn ra trong ngày khi mà năng lượng mặt trời là đủ cần thiết, nhưng vào ban ngày, nhiều sa mạc trở nên rất nóng. Việc mở khí khổng cho phép hút lượng carbon dioxide cần thiết cho quá trình này đồng thời gây ra sự bốc thoát hơi nước, và việc bảo tồn nguồn nước là một ưu tiên hàng đầu cho thực vật ở sa mạc. Một số thực vật đã giải quyết vấn đề này bằng cách áp dụng chuyển hóa axít crassulacean, cho phép chúng mở khí khổng vào ban đêm để cho phép hút CO2 vào, và đóng chúng vào ban ngày, hoặc dùng cách cố định cacbon C4.
Nhiều loài thực vật sa mạc đã làm giảm kích thước của lá hoặc bỏ chúng hoàn toàn. Xương rồng là "chuyên gia" sa mạc và trong hầu hết các loài lá đã bị thoái hóa thành gai và diệp lục di chuyển vào thân cây, cấu trúc tế bào trong đó đã được thay đổi để cho phép chúng lưu trữ nước. Khi mưa rơi, nước được hấp thu nhanh chóng bởi rễ nông và giữ lại để cho phép chúng tồn tại cho đến khi cơn mưa tiếp theo, có thể là vài tháng hoặc vài năm sau đó. Loài xương rồng khổng lồ saguaro của hoang mạc Sonoran tạo thành "rừng", cung cấp bóng râm cho các loài thực vật khác và nơi làm tổ của các loài chim sa mạc. Saguaro phát triển rất chậm nhưng có thể sống lên đến hàng trăm năm. Bề mặt thân cây được gấp lại như một concertina, cho phép chúng giãn ra, và các tiêu bản lớn có thể giữ được 8 tấn nước sau khi các trận mưa lớn.
Cacti phân bố hạn chế ở Tân Thế giới nhưng các loài thực vật Xerophyta đã phát triển theo các kịch bản tương tự bởi quá trình tiến hóa hội tụ. Thực vật sống ở sa mạc đã hạn chế sự mất nước bằng cách giảm kích thước và số lượng lỗ khí, bởi có lớp phủ sáp và lá rậm hoặc nhỏ. Một số có lá rụng sớm, rụng lá vào mùa khô nhất, và những nhóm khác bị cong lá để giảm bớt bốc hơi. Những loài khác trữ nước trong lá mọng nước hoặc thân hoặc mọng nước. Các loài thực vật sa mạc tối đa hóa sự hấp thu nước bằng bằng cách có bộ rễ nông phát triển rộng, hoặc bằng cách phát triển dài rễ cọc đạt tới xuống tầng đất đá sâu để lấy nước ngầm. saltbush ở Úc có lá mọng nước và tiết ra các tinh thể muối, cho phép nó sống trong khu vực nhiễm mặn. Giống với xương rồng, nhiều loài đã phát triển gai để tránh các động vật ăn chúng.

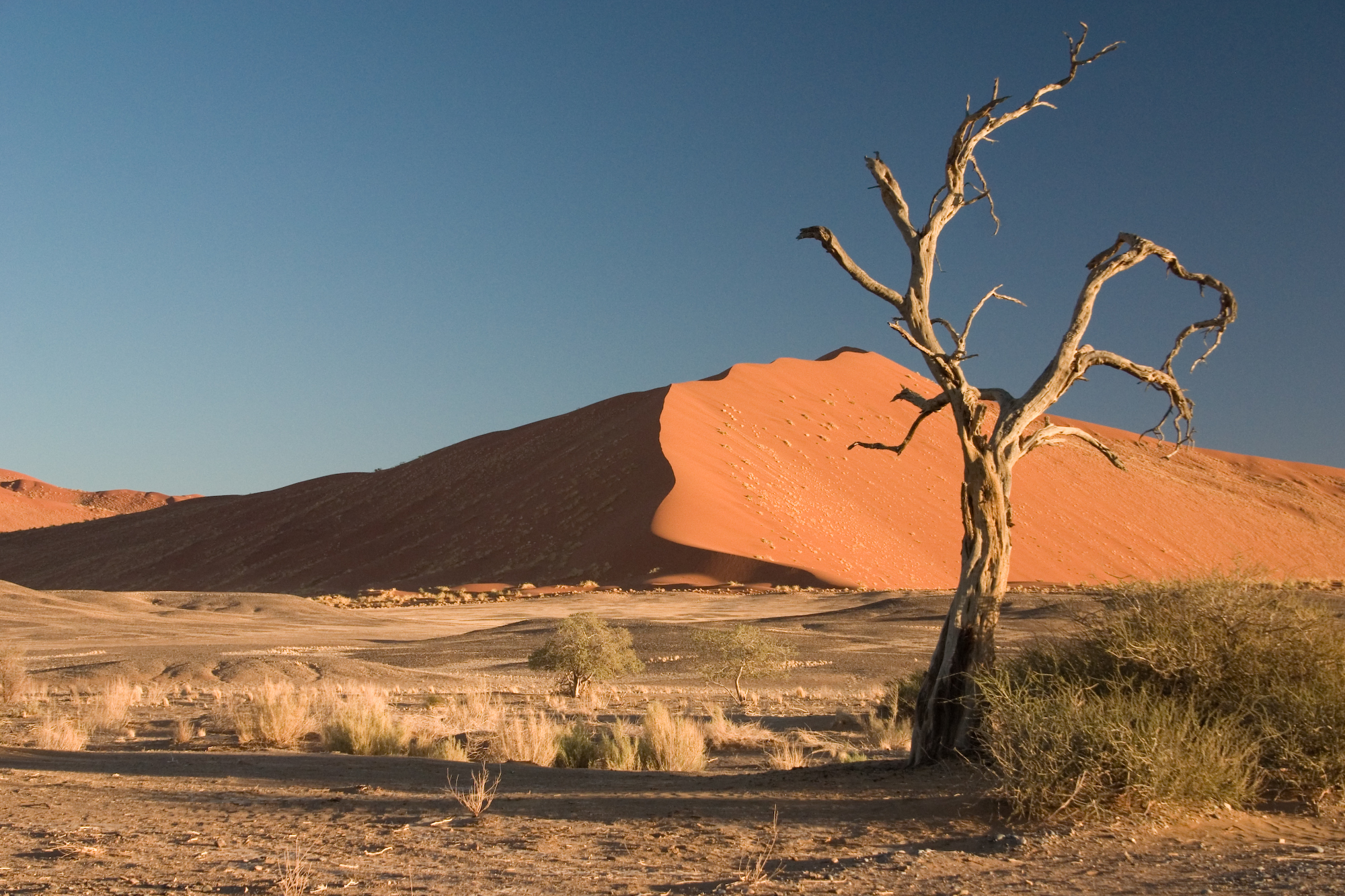
Loài Acacia erioloba ở sa mạc Namib gần như không còn lá vào mùa khô.

Một số thực vật sa mạc sinh hạt nằm ngủ trong đất cho đến khi có điều kiện phát triển khi có mưa. Các loài cây hàng năm như vậy phát triển với tốc độ rất nhanh và có thể ra hoa và kết hạt chỉ trong vòng vài tuần, nhằm hoàn thành vòng đời phát triển của chúng trước khi nước bị khô cạn. Đối với các loài cây lâu năm, sự sinh sản có nhiều khả năng thành công hơn nếu hạt nảy mầm ở một vị trí bóng râm, nhưng không quá gần với cây mẹ vì có sự cạnh tranh với nó. Một số hạt sẽ không nảy mầm cho đến khi nó đã được thổi trên mặt sa mạc để làm tróc vỏ hạt. Hạt giống của cây bụi mọc trong sa mạc ở Mỹ cứng và không nảy mầm ngay cả khi trồng một cách cẩn thận. Khi nó đã đi qua ruột của Pronghorn thì nó nảy mầm dễ dàng, và đống phân nhỏ ẩm cung cấp một khởi đầu tốt đẹp cho cuộc sống tốt ra khỏi cây mẹ. Thân và lá của một số cây nằm thấp hơn vận tốc bề mặt mà gió có thể mang hạt cát và bảo vệ đất khỏi bị xói mòn. Ngay cả nấm nhỏ và các thực vật cực nhỏ được tìm thấy trên bề mặt đất có thể là một liên kết quan trọng trong việc ngăn ngừa xói mòn và trợ cho các sinh vật sống khác sinh sống. Hoang mạc lạnh thường có nồng độ muối cao trong đất. Cỏ và cây bụi thấp là thảm thực vật chiếm ưu thế ở đây và mặt đất có thể được phủ bởi địa y. Hầu hết các bụi cây có lá gai và rụng lá vào thời kỳ lạnh nhất trong năm.

### Hệ động vật
Động vật thích nghi để sống trong sa mạc được gọi là xerocole. Không có bằng chứng cho thấy nhiệt độ cơ thể của động vật có vú và các loài chim là thích nghi với khí hậu khác nhau, hoặc là nhiệt độ lớn hoặc quá lạnh. Trong thực tế, với một số rất ít trường hợp ngoại lệ, tốc độ trao đổi chất cơ bản của chúng được xác định bởi kích thước cơ thể, không phụ thuộc vào khí hậu mà chúng sống. Nhiều loài động vật sa mạc (và thực vật) cho thấy sự thích nghi tiến hóa đặc biệt rõ ràng cho việc bảo tồn nước hoặc khả năng chịu nhiệt và do đó thường được nghiên cứu trong sinh lý học so sánh, sinh lý học sinh thái và sinh lý học tiến hóa. Một ví dụ cũng được nghiên cứu đầy đủ là sự biệt hóa thận của động vật có vú thể hiện qua các loài sinh sống ở sa mạc. Nhiều ví dụ về tiến hóa hội tụ đã được xác định trong các sinh vật sa mạc, bao gồm giữa cây xương rồng và Euphorbia, chuột túi và jerboas, Phrynosoma  và thằn lằn Moloch.

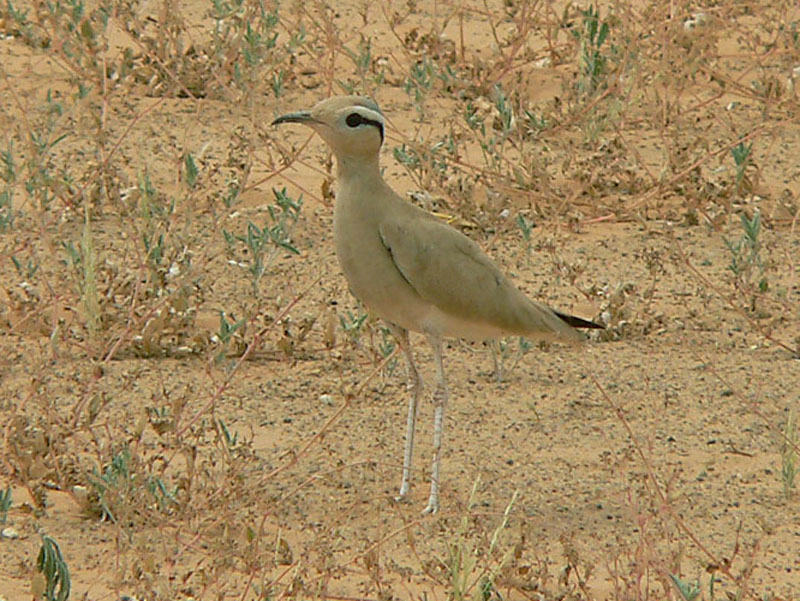
Cursorius cursor là một "công dân" sa mạc ngụy trang giỏi, có cơ thể màu bụi và dấu hiện đầu lộn xôn.

Sa mạc thể hiện một môi trường đầy thách thức đối với động vật. Không chỉ những yêu cầu về nước và thức ăn mà chúng cũng cần phải giữ cho nhiệt độ cơ thể ở một mức độ chấp nhận được. Bằng nhiều cách khác nhau, chim là có khả năng nhất để làm điều này trong những động vật bậc cao. Chúng có thể di chuyển đến các khu vực có nhiều thức ăn sẵn có khi sa mạc nở hoa sau các trận mưa địa phương và có thể bay đến những trũng nước xa xôi. Trong hoang mạc nóng, chim lượn có thể tự loại bỏ nhiệt cao từ nền sa mạc quá nóng bằng cách sử dụng nhiệt để bay vút lên đới không khí lạnh ở độ cao lớn. Để bảo tồn năng lượng, các loài chim sa mạc khác chạy thay vì bay. cream-coloured courser flits chạy trên mặt đất trên đôi chân dài của mình, dừng định kỳ để bắt côn trùng. Như các loài chim sa mạc khác, nó có khả năng ngụy trang tốt bởi nó có thể ẩn mình vào cảnh quan xung quanh khi đứng yên. Các con gà gô cát là một chuyên gia về ngụy trang và làm tổ ở mở trên sa mạc cách các vũng nước mà chúng hay uống hàng ngày hàng chục km. Một số loài chim nhỏ sống ban ngày được tìm thấy ở các vị trí rất hạn chế nơi mà bộ lông của chúng giống với màu sắc của bề mặt bên dưới. chim sơn ca sa mạc tắm cát thường xuyên nhằm đảm bảo rằng nó giống với môi trường của nó sống.
Nước và cacbon dioxide là sản phẩm cuối cùng của quá trình trao đổi chất và oxy hóa chất béo, protein, và các carbohydrat. Việc oxy hóa 1 gram carbohydrat tạo ra 0,60 gram nước; 1 gram protein sinh ra 0,41 gram nước; và 1 gram chất béo sinh ra 1,07 gram nước, làm cho các loài động vật sa mạc có thể sống mà cần ít hoặc không cần uống nước. chuột túi là một ví dụ về việc sử dụng nước của quá trình trao đổi chất này và bảo tồn nước bằng cách điều khiển tốc độ trao đổi chất thấp cơ bản và vùi mình dưới cát trong cái nóng của ban ngày, làm giảm mất nước qua bộ lông và hệ hô hấp khi chúng nghỉ ngơi. Các động vật có vú ăn cỏ lấy ẩm từ thực vật mà chúng ăn. Các loài như addax antelope, dik-dik, Grant's gazelle và oryx sử dụng rất hiệu quả phương pháp này nên chúng không cần uống nước. Lạc đà là một ví dụ tuyệt vời của một động vật có vú thích nghi với cuộc sống sa mạc. Nó giảm thiểu sự mất nước của mình bằng cách sản xuất nước tiểu đậm đặc và phân khô, và có thể mất 40% trọng lượng cơ thể của mình thông qua sự mất nước mà không chết do mất nước. Carnivores can obtain much of their water needs from the body fluids of their prey. Nhiều loài động vật sa mạc nóng khác sống về đêm thì tìm kiếm bóng mát vào ngày hoặc ở trong hang dưới lòng đất. Ở độ sâu hơn 50 cm (20 in), những chúng vẫn duy trì ở mức từ 30 đến 32 °C (86 và 90 F) không phụ thuộc vào nhiệt độ bên ngoài. Chuột nhảy, chuột sa mạc, chuột túi và các loài gặm nhấm nhỏ khác ra khỏi hang của chúng vào ban đêm và do đó, làm cáo, chó sói, chó rừng và rắn săn chúng. Chuột túi giữ lạnh bằng cách tăng nhịp hô hấp của chúng, thở hổn hển, tiết mồ hôi và làm ẩm da của chân trước bằng nước bọt của chúng. Động vật có vú sống ở hoang mạc lạnh đã phát triển sự cách nhiệt cao hơn thông qua bộ lông cơ thể ấm hơn và các lớp cách nhiệt bằng mỡ dưới da. Chồn Bắc Cực có tốc độ trao đối chất lớn hơn gấp 2 đến 3 lần so với các loài động vật có vú cùng kích thước. Chim đã tránh được vấn đề mất nhiệt qua đôi chân của mình bằng cách không cố gắng để duy trì nhiệt của chân bằng với nhiệt của các phần còn lại của cơ thể, một dạng cách nhiệt thích nghi. Chim cánh cụt hoàng đế có bộ lông dày, một lớp cách nhiệt (đệm) không khí kế lớp da và nhiều, và các cơ chế nhiệt khác nhau để duy trì nhiệt cơ thể chúng trong một môi trường khắc nghiệt nhất trên Trái Đất.
Là động vật máu lạnh, bò sát không thể sống trong hoang mạc lạnh nhưng rất phù hợp với những hoang mạc nóng. Trong cái nóng ban ngày của sa mạc Sahara, nhiệt độ có thể tăng lên 50 °C (122 °F). Loài bò sát không thể tồn tại ở nhiệt độ này và thằn lằn sẽ bị gục ngã do nhiệt ở 45 °C (113 °F). Chúng ít thích nghi với cuộc sống sa mạc và không thể để làm mát mình bằng cách đổ mồ hôi vì thế chúng cần ẩn nấp tránh cái nắng ban ngày. Trong phần đầu của đêm, khi mặt đất tỏa nhiệt hấp thụ trong ngày, chúng xuất hiện và chuẩn bị săn mồi. Thằn lằn và rắn là nhiều nhất trong các khu vực khô cằn và rắn nhất định đã phát triển một phương pháp di chuyển mới cho phép chúng di chuyển về hai bên và điều hướng các cồn cát cao. Các loài này bao gồm trong chi rắn sừng của châu Phi và Crotalus cerastes của Bắc Mỹ, sự tiến hóa riêng biệt nhưng có các hành vi giống như tiến hóa hội tụ. Nhiều loài bò sát sa mạc là động vật ăn thịt phục kích và thường chôn mình trong cát, chờ đợi con mồi đến trong phạm vi tấn công.
Động vật lưỡng cư có vẻ không phải là cư dân sa mạc, vì chúng cần giữ cho da ẩm và phụ thuộc vào nước cho mục đích sinh sản. Trong thực tế, một số ít loài được tìm thấy trong môi trường sống này đã thực hiện một số sự thích nghi đáng chú ý. Hầu hết trong số đó là fossorial, trải qua những tháng khô nóng ngủ hè trong hang sâu. Trong khi đó chúng lột da nhiều lần và giữ lại các phần da đó xung quanh chúng để làm một lớp không thấm nước như kén để giữ độ ẩm. Trong sa mạc Sonoran, Couch's spadefoot toad dành phần lớn thời gian trong năm ngủ trong hang của nó. Mưa lớn là nguyên nhân dẫn đến sự xuất hiện và đầu tiên con đực tìm một cái ao phù hợp kêu gọi thu hút các con khác. Trứng được đẻ và những con nòng nọc phát triển nhanh chóng khi chúng phải đạt đến biến thái hoàn toàn trước khi nước bốc hơi hết. Khi sa mạc khô đi, con cóc trưởng thành lại chôn mình. Các con con ở lại trên bề mặt trong một thời gian, ăn và lớn lên, nhưng ngay sau đó chúng đào dang vùi mình xuống. Một ít trong số chúng có thể đến tuổi trưởng thành. The water holding frog in Australia has a similar life cycle and may aestivate for as long as five years if no rain falls. Desert rain frog của Namibia là loài sống về đêm và tồn tại nhờ vào độ ẩm của sương muối biển từ Đại Tây Dương.

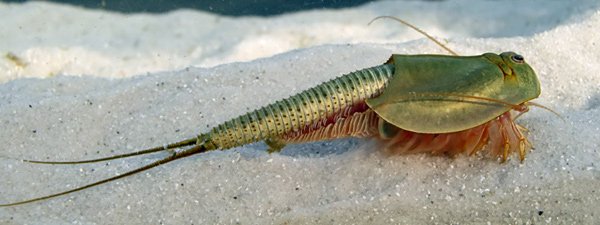
Triops australiensis sống sót qua giai đoạn khô cằn ở dạng trứng, trứng này phát triển nhanh chóng sau cơn mưa.

Động vật không xương sống, đặc biệt là arthropoda, đã thành công khi sống trong hoang mạc. Ruồi, bọ cánh cứng, kiến, mối, locust, Chiếu, bò cạp và nhện có các lớp biểu bì cứng, không thấp nước và nhiều trong số chúng đẻ trứng dưới mặt đất và con con phát triển khác xa với nhiệt độ cực cao trên mặt đất. Cataglyphis bombycina sử dụng protein chống sóc nhiệt theo một cách mới và kiếm ăn bên ngoài trong một khoảng thời gian rất ngắn trong ngày. Stenocara dentata ở Namibia đứng trên các chân trước của nó và nâng mai của nó để hứng sương mù buổi sáng ở dạng ngưng tụ, rồi chuyển nước vào miệng của nó. Một số loài arthropoda sử dụng các ao tạm hình thành sau cơn mưa và hoàn thành vòng đời của nó trong vài ngày. Tôm sa mạc thực hiện điều này, xuất hiện "một cách kỳ lạ" trong vũng nước mới được hình thành như những quả trứng đang ngủ nở ra. Những loài khác, chẳng hạn như brine shrimp, Anostraca và Notostraca, được ngừng trao đổi chất và có thể mất đến 92% khối lượng cơ thể của chúng, có thể khôi phục nước ngay sau khi trời mưa và hồ tạm thời của chúng xuất hiện trở lại.

## Quan hệ với con người
Con người đã sử dụng hoang mạc từ lâu để làm nơi sinh sống, và gần đây là khai thác khoáng sản và thu lấy năng lượng mặt trời. Các hoang mạc có vai trò quan trọng trong văn hóa của con người với nhiều tác phẩm văn học viết về chúng.

### Lịch sử

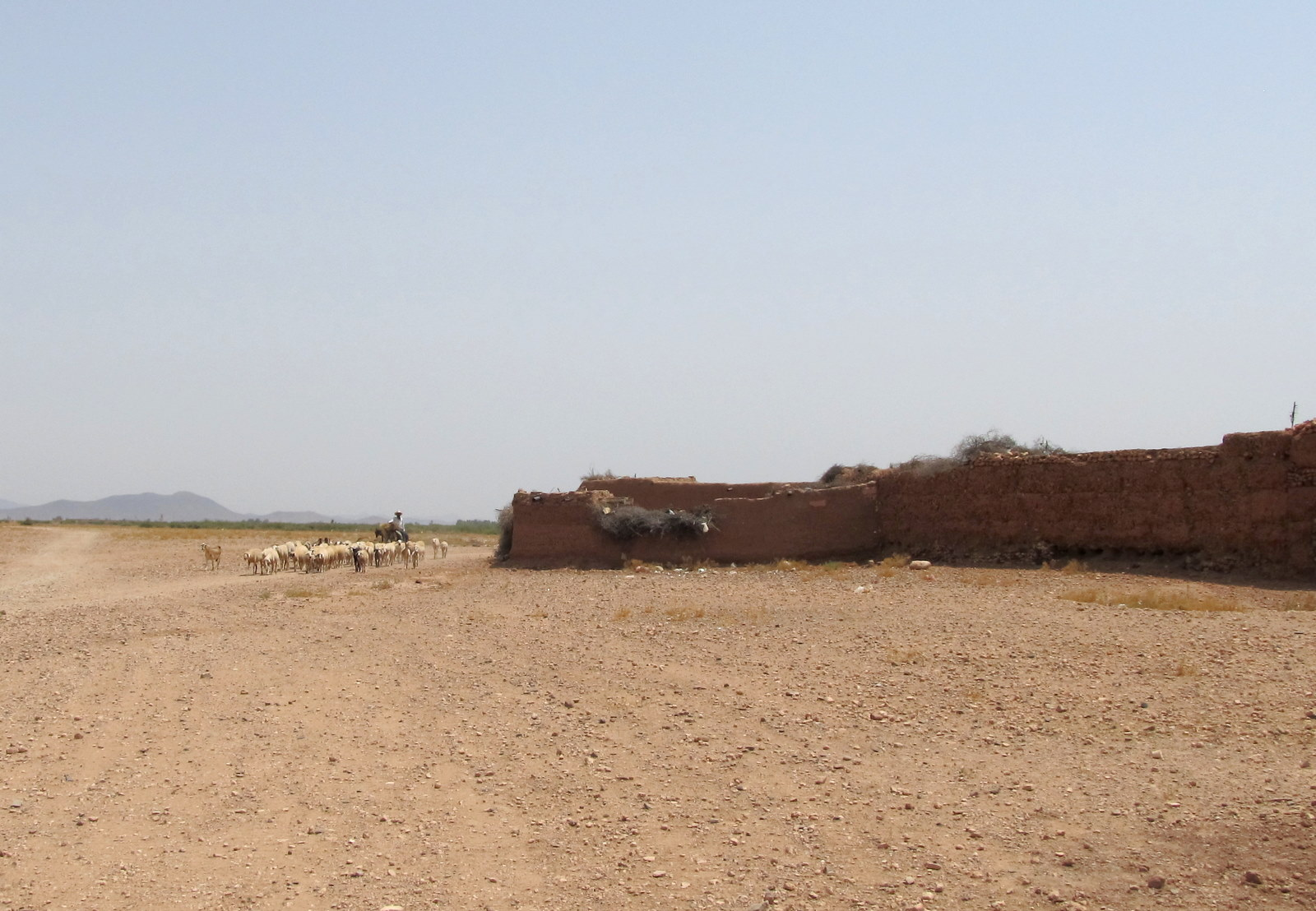
Người chăn cừu ở Marrakech đang lùa đàn cừu sang cánh đồng khác

Con người đã và đang sống trong hoang mạc hàng thiên niên kỷ. Nhiều bộ tộc chẳng hạn như thổ dân Kalahari, thổ dân Úc và các bộ tộc khác nhau của người da đỏ châu Mỹ nguyên thủy sống bằng săn bắn hái lượm. Họ đã phát triển kỹ năng trong việc chế tạo và sử dụng vũ khí, theo dõi động vật, tìm nguồn nước, tìm kiếm thức ăn từ các loại cây ăn được và sử dụng những điều họ tìm thấy trong môi trường tự nhiên của họ để cung cấp nhu cầu hàng ngày của họ. Kỹ năng tự cung tự cấp và kiến thức đã được truyền miệng qua nhiều thế hệ. Các nền văn hóa khác nhau phát triển đời sống du mục như những người chăn nuôi cừu, dê, gia súc, lạc đà, bò Tây Tạng hoặc tuần lộc. Họ đã đi qua khu vực rộng lớn với đàn gia súc của họ, di chuyển đến đồng cỏ mới theo mùa và lượng mưa thất thường đã thúc đẩy phát triển cây trồng mới. Họ mang theo lều làm bằng vải hoặc da treo trên các cây cột và chế độ ăn uống của họ bao gồm sữa, máu và đôi khi thịt.

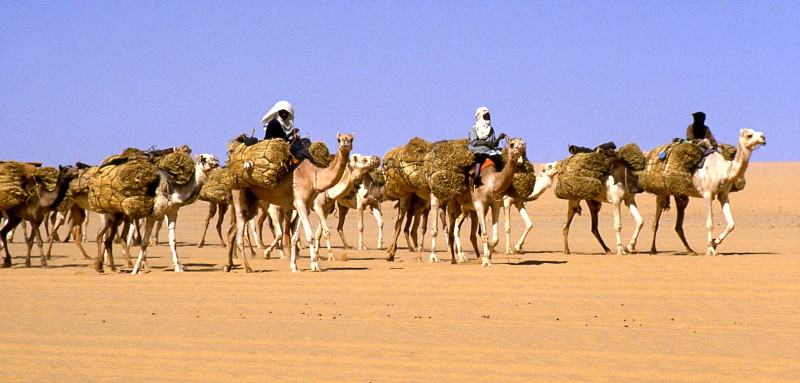
Đoàn thương nhân chở muối giữa Agadez và các mỏ muối Bilma

Những người du mục sa mạc cũng là các thương nhân. Sahara là một vùng đất rộng lớn của đất trải dài từ vành đai Đại Tây Dương đến Ai Cập. Các tuyến đường thương mại đã được phát triển liên kết Sahel ở phía nam với khu vực Địa Trung Hải màu mỡ ở phía bắc và một lượng lớn lạc đà được sử dụng để vận chuyển hàng có giá trị trên sa mạc. Người Tuareg là các thương nhân và hàng hóa được vận chuyển truyền thống bao gồm nô lệ, ngà voi và vàng đi về phía bắc và muối đi về phía nam. Người Berber với sự hiểu biết về khu vực này đã được sử dụng nó để hướng dẫn các đoàn lữ hành giữa các ốc đảo khác nhau và các giếng nước. Hàng triệu nô lệ đã bị bắt đưa về phía bắc qua Sahara trong khoảng từ thế kỷ VIII đến XVIII. Các phương tiện vận tải đường bộ truyền thống sụt giảm với sự ra đời của xe có động cơ, vận chuyển và vận tải hàng không, nhưng các đoàn lữ hành vẫn đi đi lại theo tuyến giữa Agadez và Bilma và giữa Timbuktu và Taoudenni mang muối từ bên trong sa mạc đến các cộng đồng ở rìa sa mạc.
Xung quanh vành của sa mạc, nơi có lượng mưa nhiều hơn và điều kiện môi trường phù hợp hơn, một số nhóm đã trồng cây. Việc trồng trọt này có thể xảy ra khi hạn hán làm gia súc chết, buộc họ phải chuyển từ chăn nuôi gia súc sang canh tác. Với một ít nguyên liệu đầu vào, họ đã cảm ơn thời tiết và có thể đã sống tự cung tự cấp. Đất mà họ canh tác làm giảm diện tích có sẵn cho những người chăn nuôi du mục, gây ra các tranh chấp về đất đai. Rìa bán khô cằn của sa mạc có lớp đất trồng trọt mỏng, mà có nguy cơ bị xói mòn khi tiếp xúc, như đã xảy ra tại Mỹ Dust Bowl trong những năm 1930. Các loại cỏ giữ đất tại chỗ đã bị cày xới, và một loạt các năm khô gây ra mất mùa, trong khi cơn bão bụi khổng lồ thổi lớp đất mặt đi. Nửa triệu người Mỹ đã buộc phải rời khỏi đất đai của họ trong thảm họa này.
Thiệt hại tương tự đang diễn ra ngày nay ở các khu vực bán khô hạn và khoảng mười hai triệu ha đất đang bị biến thành sa mạc mỗi năm. Sa mạc hóa do các yếu tố như hạn hán, thay đổi khí hậu, canh tác nông nghiệp, chăn thả quá mức và nạn phá rừng. Thảm thực vật đóng một vai trò quan trọng trong việc xác định thành phần của đất. Trong nhiều môi trường, tỷ lệ xói mòn và dòng chảy mặt tăng lên đáng kể với sự suy giảm lớp phủ thực vật. Các bề mặt khô cằn không được bảo vệ có xu hướng bị gió thổi bay đi hoặc bị cuốn trôi bởi lũ quét, để lại lớp đất màu mỡ trơ trọi dưới ánh nắng mặt trời và trở thành lớp đất không hiệu quả. Mặc dù chăn thả quá mức trong lịch sử được coi là một nguyên nhân gây ra sa mạc hóa, có một số bằng chứng cho thấy động vật hoang dã và thuần thóa thực sự cải thiện khả năng sinh sản và thảm thực vật, và việc tiêu thụ lớp phủ làm thúc đẩy quá trình xói mòn.

### Khai thác tài nguyên thiên nhiên
Các hoang mạc có nhiều nguồn tài nguyên khoáng sản đáng kể, đôi khi phủ toàn bộ bề mặt của chúng, làm cho chúng có những màu sắc đặc trưng. Ví dụ như nhiều sa mạc cát màu đỏ là do chúng chứa các khoáng laterit. Các quá trình địa chất trong khí hậu hoang mạc có thể tập trung các khoáng sản thành những mỏ có giá trị. Nước ngầm rò rỉ có thể trích xuất khoáng vật quặng và tích tụ chúng, theo mực nước ngầm để tạo thành dạng tập trung. Tương tự như vậy, sự bay hơn có khuynh hướng tập trụng các khoáng vật trong các hồ hoang mạc, làm cạn hồ hay làm giàu khoáng vật. Sự bốc hơi có thể tập trung nhiều loại khoáng vật tạo thành nhiều dạng mỏ evaporite như thạch cao, natri nitrat, natri chloride và khoáng vật borat. Evaporit được tìm thấy trong hoang mạc Great Basin ở Hoa Kỳ, đã được khai thác từ lâu bằng cách sử dụng "nhóm 20 con la" để kéo các xe chở borax từ Thung lũng Chết đến đường sắt gần nhất. Sa mạc đặc biệt giàu các khoáng sản muối như sa mạc Atacama ở Chile, nơi mà natri nitrat được khai thác dùng làm chất nổ và phân bón từ khoảng năm 1850. Các khoáng sản sa mạc khác như đồng ở Chile, Peru, và Iran, và sắt và urani ở Úc. Nhiều kim loại, muối khác và đá có giá trị thương mại như pumice cũng được khai thác từ sa mạc trên khắp thế giới.
Dầu và khí hình thành ở đáy các vùng biển nông khi các vi sinh vật phân hủy trong điều kiện yếm khí và sau đó bị chôn vùi bởi các trầm tích. Nhiều hoang mạc có thời kỳ từng là biển nông và các loại khác có sự tích tụ hydrocarbon được vận chuyển đến do hoạt động kiến tạo mảng. Một số mỏ dầu lớn như Ghawar được phát hiện dưới cát của Ả Rập Saudi. Các nhà địa chất học tin rằng các loại mỏ khác dầu được hình thành từ các quá trình do gió trong các hoang mạc cổ như những trường hợp của các mỏ dầu ở Mỹ.

### Canh tác
Hệ thống canh tác truyền thống trên sa mạch đã được thiết lập từ lâu ở Bắc Phi, tưới tiêu là chìa khóa thành công ở những khu vực mà áp lực về nước là nhân tố hạn chế cho sự phát triển. Các công nghệ có thể được sử dụng như tưới nhỏ giọt, việc sử dụng các chất thải hữu cơ hoặc phân chuồng như phân bón và thực hiện quản lý nông nghiệp truyền thống khác. Một khi khả năng sinh sản đã được xây dựng, sản xuất nông nghiệp tiếp tục giữ đất khỏi sự hủy diệt bởi gió và các hình thức khác của sự xói mòn. Người ta phát hiện ra rằng vi khuẩn thúc đẩy tăng trưởng thực vật đóng một vai trò trong việc tăng sức đề kháng của cây đối với các điều kiện khó khăn và việc giữ các rhizobacteria có thể được cấy vào đất trong vùng lân cận của thực vật. Một nghiên cứu về những vi khuẩn này đã phát hiện ra rằng canh tác trên sa mạc cản trở sa mạc hóa bằng cách thiết lập các đảo của khả năng sinh sản cho phép nông dân đạt được năng suất tăng bất chấp các điều kiện môi trường bất lợi. Một thử nghiệm thực địa ở sa mạc Sonoran khi để lộ gốc rễ của các loài cây khác nhau để rhizobacteria và vi khuẩn cố định nitơ Azospirillum brasilense khôi phục lại các vùng đất bị suy thoái chỉ mới thành công một phần.
sa mạc Judean đã được canh tác vào thế kỷ VII TCN trong thời đại đồ sắt, cung cấp thực phẩm cho các pháo đài trên Sa mạc. Người Mỹ bản địa ở phía nam miền Tây Hoa Kỳ đã trở thành nhà nông nghiệp học khoảng năm 600 khi hạt giống và công nghệ từ Mexico. Họ đã sử dụng các kỹ thuật ruộng bậc thang và khu vườn tăng trưởng bên cạnh thấm, tại các khu vực ẩm ướt dưới chân cồn cát, gần suối để cấp nước tưới và trong khu vực được tưới bằng hệ thống kênh đào được xây dựng đặc biệt. Bộ tộc Hohokam đã xây dựng trên 500 dặm (800 km) kênh mương lớn và duy trì chúng trong nhiều thế kỷ, một thành tích kỹ thuật ấn tượng vào thời đó. Họ trồng ngô, đậu, bí và ớt.

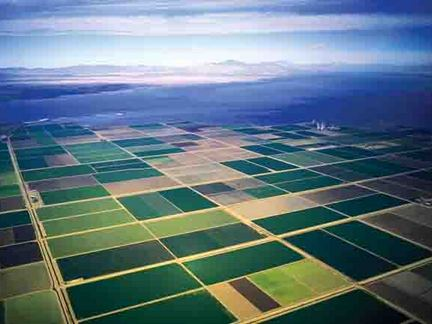
Các thửa ruộng trong Thung lũng Imperial

Một ví vụ canh tác hiện đại trên sa mạc như ở Thung lũng Imperial ở California, nơi có nhiệt độ cao và lượng mưa trung bình năm chỉ 3 in (76 mm). Nền kinh tế chủ yếu dựa vào nông nghiệp và đất được tưới tiêu thông qua một mạng lưới kênh rạch và đường ống dẫn hoàn toàn từ sông Colorado qua kênh đào All-American. Tầng đất sâu và màu mỡ, là một phần của đồng bằng ngập lũ của sông, và những gì nếu nó từng là sa mạc đã được chuyển thành một trong những vùng canh tác năng suất cao nhất ở California. Lượng nước khác từ sông được dẫn đến các cộng đồng đô thị, nhưng tất cả điều này đã được lấy tại con sông, làm cho vị trí lấy nước cao hơn mực nước sông trong nhiều thời điểm của năm. Một vấn đề khác của trồng cây theo cách này là sự gia tăng của độ mặn trong đất gây ra bởi sự bay hơi của nước trong các thửa ruộng. Phủ xanh sa mạc vẫn là một nguyện vọng và tại một thời điểm nào đó nó được xem là một công cụ tương lai để tăng sản xuất lương thực cho dân số ngày càng tăng trên thế giới. Sự mong đợi tiềm năng này đã được chứng tỏ là sai vì nó bỏ qua những thiệt hại môi trường gây ra ở những nơi khác của nguồn nước dùng để tưới tiêu cho dự án sa mạc.

### Thu năng lượng mặt trời

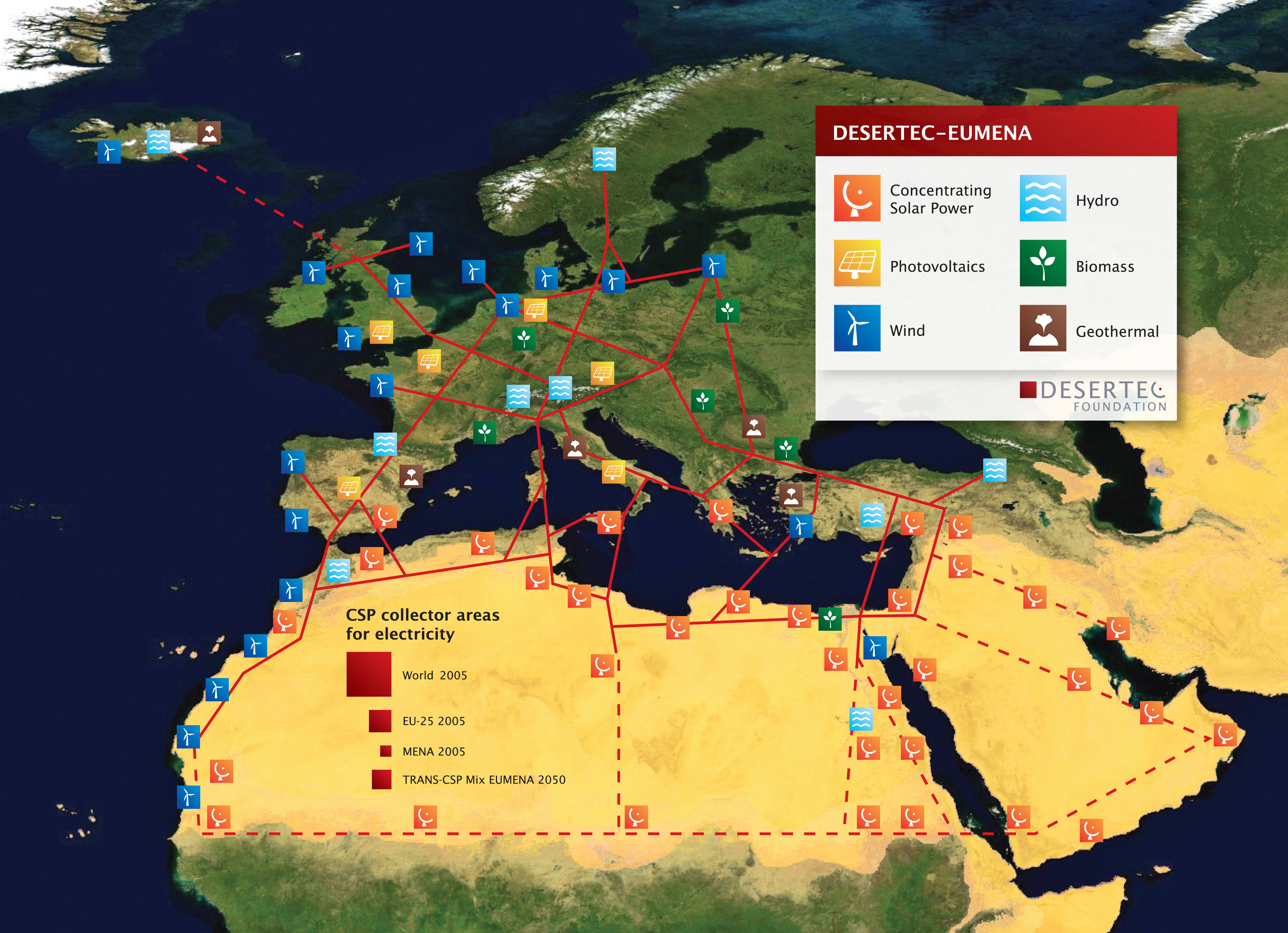
Desertec đề xuất sử dụng Saharan và Ả Rập để sản xuất điện mặt trời cung cấp cho châu Âu và Trung Đông.

Các sa mạc ngày càng được xem là những nguồn năng lượng mặt trời quan trọng, một phần vì ít mây che phủ. Nhiều nhà máy năng lượng mặt trời thành công khi xây dựng trên sa mạc Mojave. Các nhà máy này có tổng công suất 354 MW, là tổ hợp khai thác năng lượng mặt trời lớn nhất thế giới. Những mảng lớn của sa mạc này được bao phủ bởi các tấm gương, bao gồm 9 khu vực thu năng lượng mặt trời. Công viên năng lương mặt trời Mojave hiện đang được xây dựng và sẽ tạo ra 280MW khi hoàn thành.
Tiềm năng phát điện mặt trời từ sa mạc Sahara là bao la. Giáo sư David Faiman thuộc Đại học Ben-Gurion đã chỉ ra rằng với công nghệ hiện tại có thể cung cấp toàn bộ nhu cầu điện cho thế giới chỉ từ 10% của sa mạc Sahara. Desertec Industrial Initiative đang tìm kiếm 560 tỉ USD để đầu tư bào điện mặt trời và điện gió ở Bắc Phi trong vòng 40 năm tới để cung cấp điện cho châu Âu thông qua các cáp điện chạy bên dưới Địa Trung Hải. Sự quan tâm của châu Âu ở sa mạc Sahara bắt nguồn từ hai khía cạnh: ánh nắng mặt trời vào ban ngày gần như liên tục và rất nhiều đất chưa sử dụng. Sahara nhận được ánh nắng mặt trời nhiều hơn trên mỗi mẫu Anh so với bất kỳ phần nào của châu Âu. Sa mạc Sahara cũng có không gian trống rỗng tổng cộng hàng trăm dặm vuông cần thiết để lắp đặt các tấm gương cho các nhà máy năng lượng mặt trời.
Sa mạc Negev ở Israel, và khu vực xung quanh, bao gồm cả thung lũng Arava đón nhận nhiều ánh nắng và nói chung không thể trồng trọt được. Đây là những yếu tố thuận lợi để xây dựng các nhà máy năng lượng mặt trời. David Faiman cho rằng các nhà máy năng lượng mặt trời "khổng lồ" ở Negev có thể cung cấp tất cả nhu cầu điện của Israel.

### Chiến tranh
Cả hai cuộc chiến tranh thế giới đã diễn ra trong sa mạc. Trong Chiến tranh Thế giới thứ nhất, các Ottoman Thổ Nhĩ Kỳ đã tham chiến với quân đội chính quy của Anh trong một chiến dịch kéo dài tại bán đảo Ả Rập. Thổ Nhĩ Kỳ đã bị người Anh đánh bại, phía Anh đã được sự ủng hộ của lực lượng không chính quy Ả Rập đang tìm cách nổi dậy chống lại người Thổ Nhĩ Kỳ ở Hejaz, đã nổi tiếng trong quyển sách của T. E. Lawrence Seven Pillars of Wisdom.
Trong Chiến tranh thế giới thứ hai, các chiến dịch Tây Sa mạc bắt đầu ở Libya thuộc Ý. Chiến tranh trong sa mạc cần có sự tiếp tế lớn cho chiến thuật sử dụng các không gian mở rộng lớn mà không gây thương vong cho dân thường. Xe tăng và xe bọc thép đã có thể đi lại một khoảng cách lớn không bị cản trở và mìn đã được đặt với số lượng lớn. Tuy nhiên kích thước và sự khắc nghiệt của địa hình có nghĩa là tất cả các nhu cầu thiết yếu cần được mang đến từ khoảng cách rất xa. Người chiến thắng trong một trận chiến sẽ có ưu thế và chuỗi cung ứng của họ nhất thiết sẽ trở nên dài hơn, trong khi quân đội bại trận có thể rút lui, tái tập hợp và cần tiếp tế. Với những lý do này, tiền tuyến thụt lùi và mặt trận kéo dài hàng trăm kim về mỗi bên để lấy lại đà. Điểm cận phía tây là tại El Alamein ở Ai Cập, nơi quân đồng minh đánh bại dứt điểm phe trục năm 1942.

### Trong văn hóa

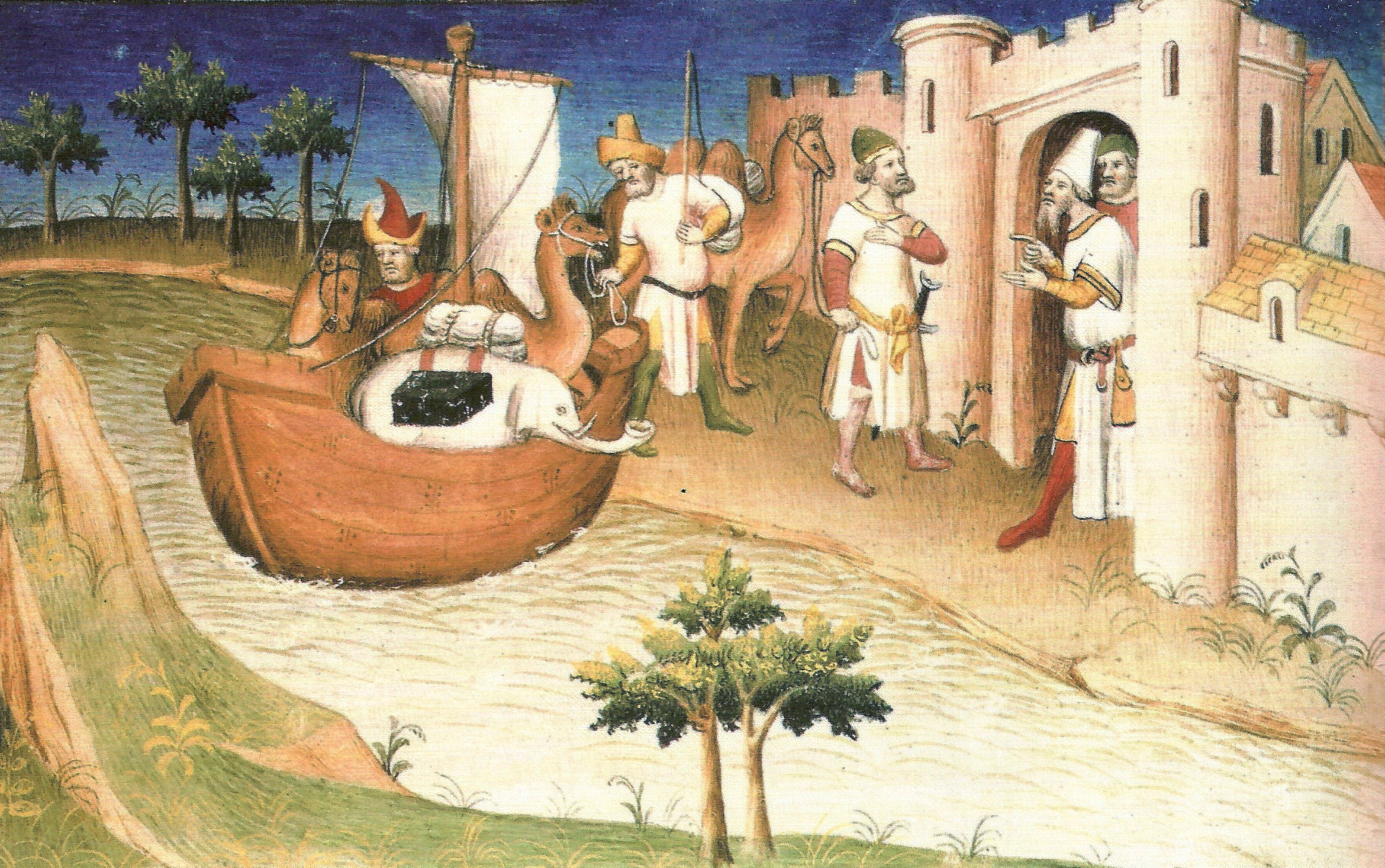
Marco Polo đến vùng sa mạc bằng lạc đà. Hình thu nhỏ thế kỷ XIV của Il milione.

Sa mạc thường được coi là một cảnh quan cằn cỗi và trống rỗng. Nó đã được các nhà văn, các nhà làm phim, nhà triết học, nghệ sĩ và các nhà phê bình mô tả như là một nơi cực đoan, một ẩn dụ cho bất cứ điều gì từ cái chết, chiến tranh hay đức tin về quá khứ nguyên thủy hoặc tương lai hoang vắng.
Có rất nhiều bài viết về chủ đề hoang mạc. Phải kể đến là những tài liệu của Marco Polo (c. 1254–1324), ông đã đi qua vùng Trung Á đến Trung Quốc, băng qua nhiều hoang mạc trong suốt hành trình 24 năm của ông. Một số tác giả miêu tả một cách sinh động về các môi trường hoang mạc, mặc dù thường các chuyến hành trình của họ băng qua hoang mạc được đan xen với những phản ảnh, như trường hợp trong tác phẩm chính của Charles Montagu Doughty, Travels in Arabia Deserta (1888). Antoine de Saint-Exupéry đã miêu tả chuyến bay của ông và hdescribed both hoang mạc trong tác phẩm Wind, Sand and Stars và Gertrude Bell đã đi qua nhiều nơi trong haong mạc Ả Rập vào đầu thế kỷ XX, trở thành người rành rọt về chủ đề này, ông viết sách và tư vấn cho chính phủ Anh thương thảo với các nước Ả Rập. Một nhà thám hiểm nữ là Freya Stark đã đi một mình ở Trung Đông, thăm Thổ Nhĩ Kỳ, Arabia, Yemen, Syria, Ba Tư và Afghanistan, đã viết hơn 20 quyển sách về những trải nghiệm của bà. Nhà tự nhiên học người Đức, Uwe George đã có nhiều năm sống trong sa mạc, ông đã ghi lại những trải nghiệm và nghiên cứu trong quyển, In the Deserts of this Earth.

## Hoang mạc trên các hành tinh khác

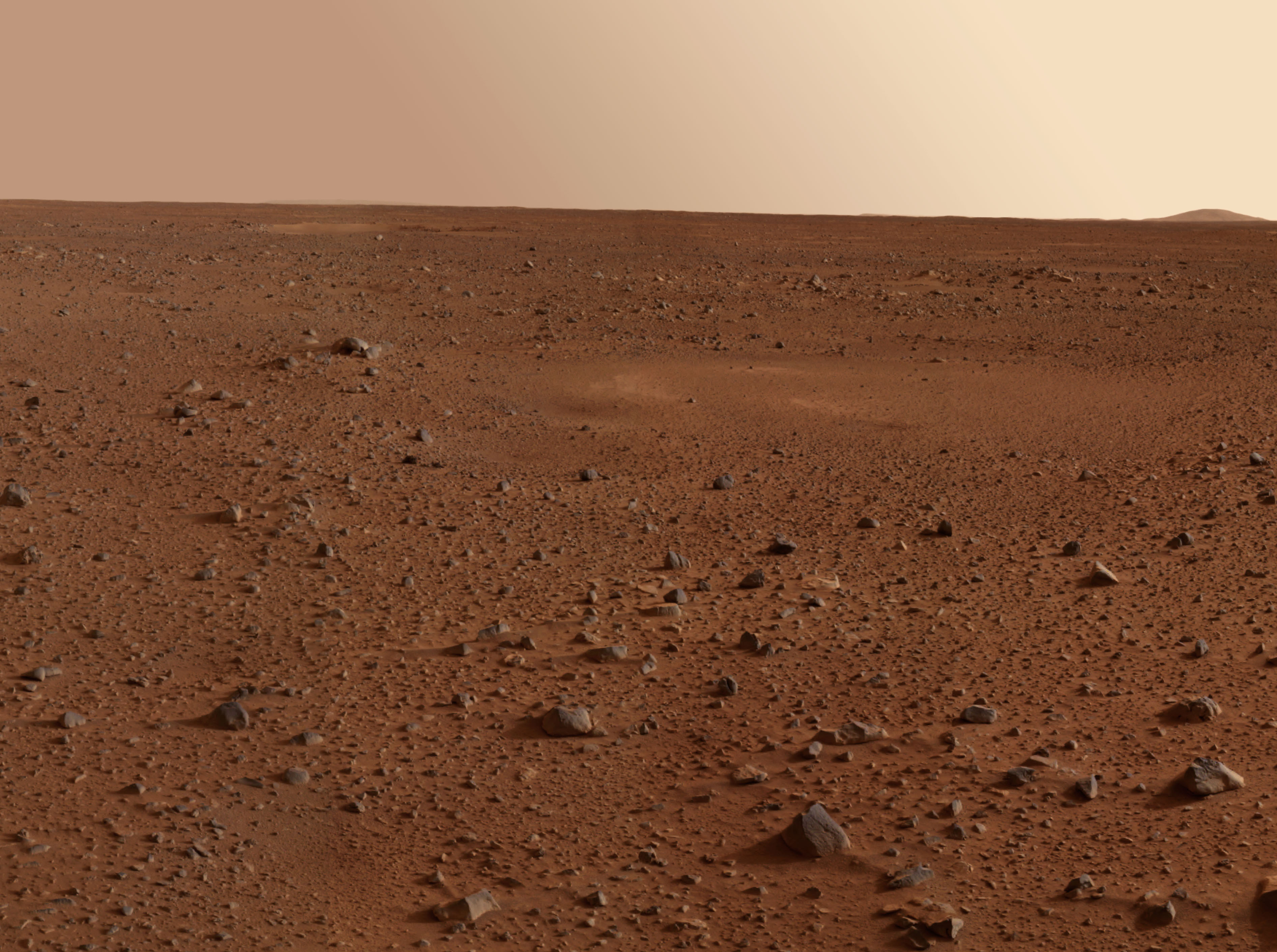
Quang cảnh hoang mạc nhìn từ tàu Spirit năm 2004.

Sao Hỏa là hành tinh duy nhất trong Hệ Mặt Trời được xác định là tồn tại các hoang mạc. Vì áp suất khí quyển ở gần bề mặt thấp (chỉ bằng 1/100 so với của Trái Đất), cấu trúc các vòng khí quyển trên Sao Hỏa tạo thành một vòng biển cát quanh cực với diện tích hơn 5 triệu km² (1,9 triệu dặm vuông), diện tích này lớn hơn nhiều so với các hoang mạc trên Trái Đất. Các hoang mạc trên Sao Hỏa chủ yếu bao gồm các cồn cát dạng bán nguyệt bằng phẳng ở gần các mũ văn vĩnh cửu của cực Bắc hành tinh này. Các cồn cát nhỏ hơn chiếm phần đáy của các hố va chạm nằm ở các vùng cực Sao Hỏa. Nghiên cứu các đá trên bề mặt bằng các tia laser của tàu thăm dò Mars Exploration Rover cho thấy bề mặt này là tập hợp nhẵn của các dạng giống như trên Trái Đất mặc dù nó có thể chỉ là lớp bụi bề mặt. Bề mặt của Titan, một mặt trăng của Sao Thổ, cũng có bề mặt giống như hoang mạc được cấu tạo bởi các biển cồn cát.